# Historia de Atenas

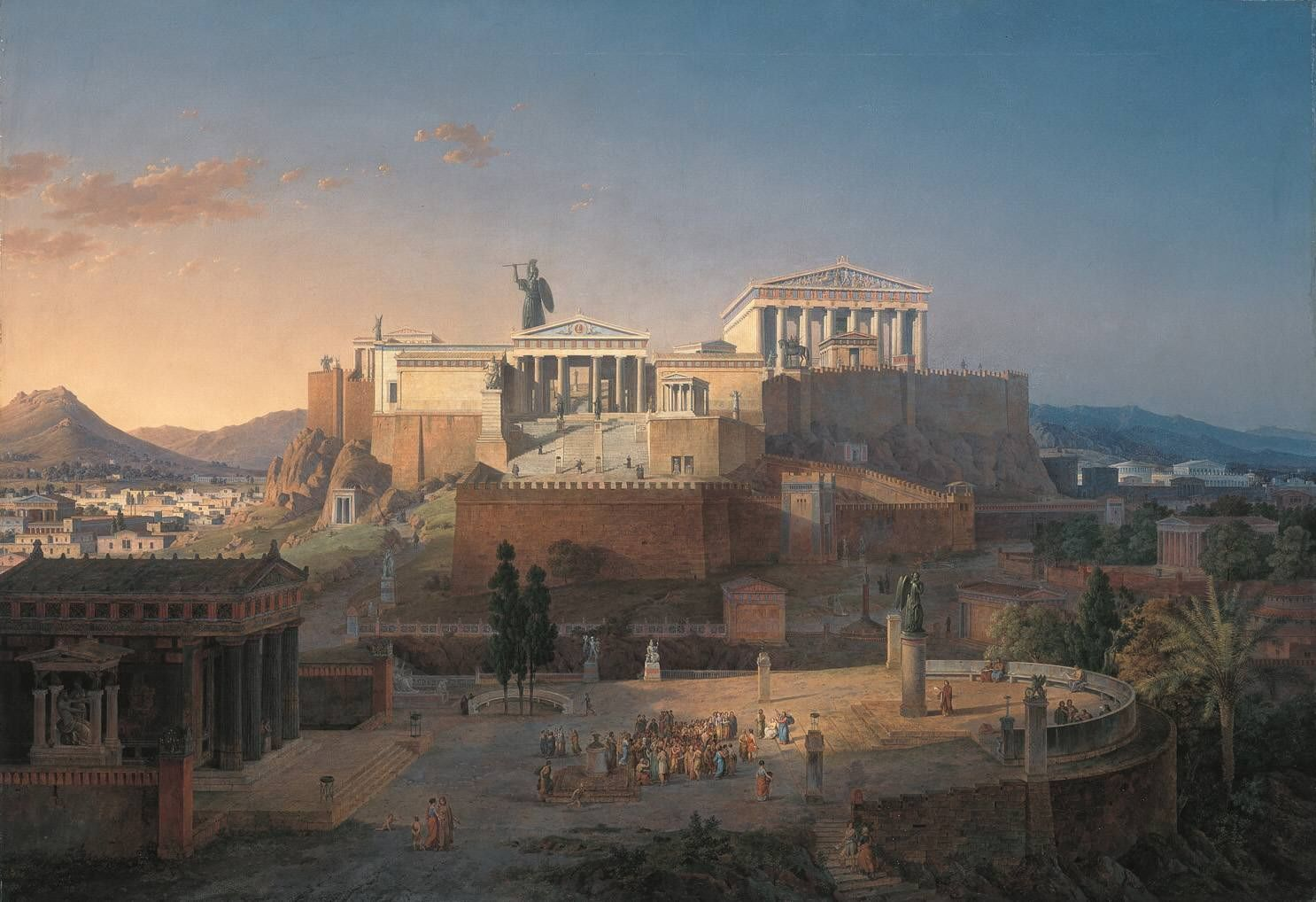
La Acrópolis de Atenas de Leo von Klenze (1846)

Atenas es una de las ciudades con nombre más antiguas del mundo, habiendo estado continuamente habitada durante al menos 5000 años. Situada en el sur de Europa, Atenas se convirtió en la ciudad principal de la antigua Grecia en el primer milenio a. C., y sus logros culturales durante el siglo V a. C. sentaron las bases de la civilización occidental.
Durante la Alta Edad Media la ciudad experimentó un declive, luego se recuperó bajo el último Imperio Bizantino y fue relativamente próspera durante el periodo de las Cruzadas (siglos XII y XIII), beneficiándose del comercio italiano. Tras un periodo de fuerte declive bajo el gobierno del Imperio Otomano, Atenas reapareció en el siglo XIX como la capital del actual Estado griego independiente y autónomo.

## Historia
El nombre de Atenas, relacionado con el nombre de su diosa patrona Atenea, se origina en una lengua anterior al griego. El mito fundacional que explica cómo Atenas adquirió este nombre por la legendaria competición entre Poseidón y Atenea fue descrito por Heródoto, Apolodoro, Ovidio, Plutarco, Pausanias y otros. Incluso se convirtió en el tema de la escultura en el frontón occidental del Partenón. Tanto Atenea como Poseidón solicitaron ser patrocinadores de la ciudad y darle su nombre, por lo que compitieron entre sí por el honor, ofreciendo a la ciudad un regalo cada uno. Poseidón produjo un manantial de agua salada al golpear el suelo con su tridente, simbolizando el poder naval. Atenea, por su parte, produjo un olivo.

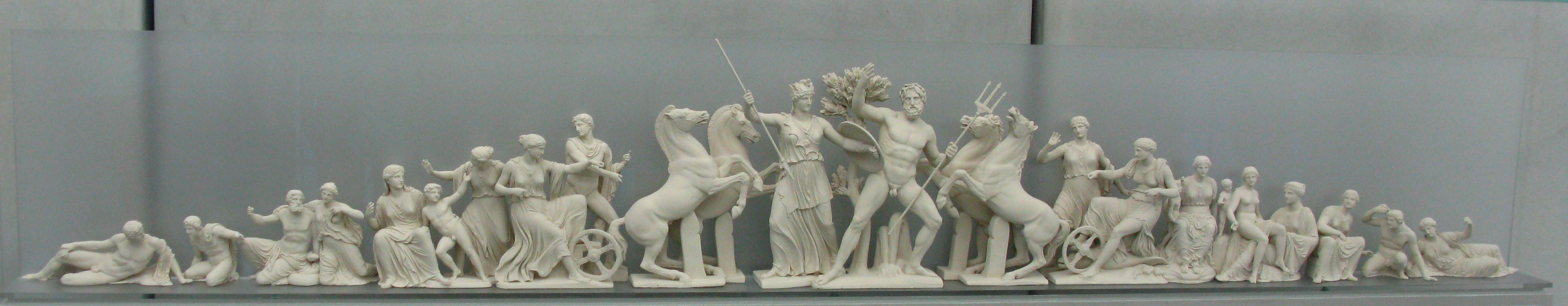
La competición de Atenea y Poseidón, reconstrucción del frontón occidental del Partenón.

Los atenienses, bajo su gobernante Cécrope, aceptaron el olivo y nombraron la ciudad en honor de Atenea. Un olivo sagrado, que se dice que fue el creado por la diosa, todavía se conservaba en la Acrópolis en la época de Pausanias (siglo II): estaba ubicado junto al templo de Pandrosus, junto al Partenón. Según Heródoto, el árbol se había quemado durante las guerras contra Persia, pero un brote renació del tocón. Los griegos vieron esto como un símbolo de que Atenea todavía tenía su marca allí en la ciudad.
Platón, en su diálogo Crátilo, ofrece su propia etimología del nombre de Atenea derivándola de la expresión griega ἁ θεονόα, esto es,  ἡ θεοῦ νόησις (la mente de Dios).

### Entorno geográfico

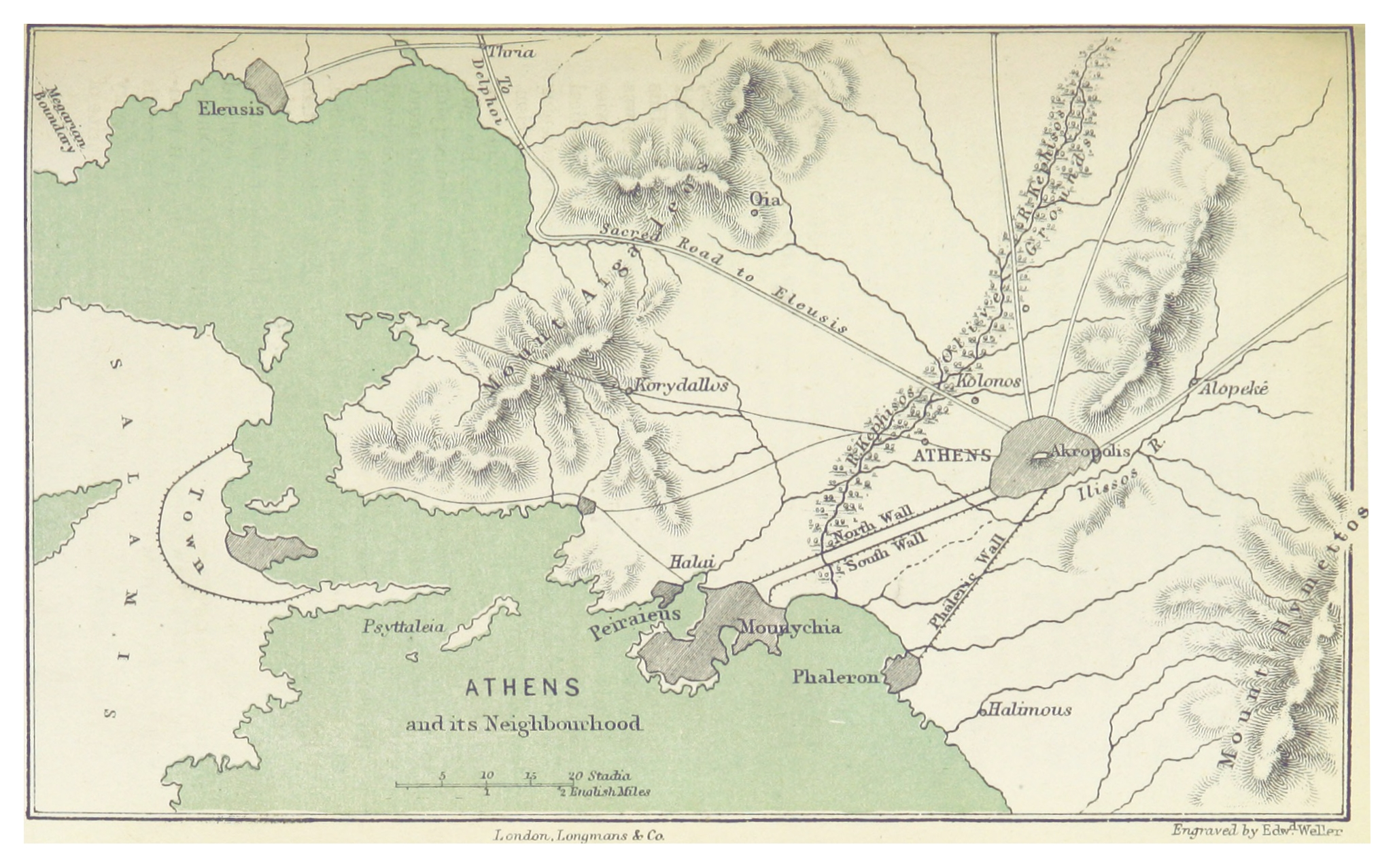
Mapa de los alrededores de la antigua Atenas.

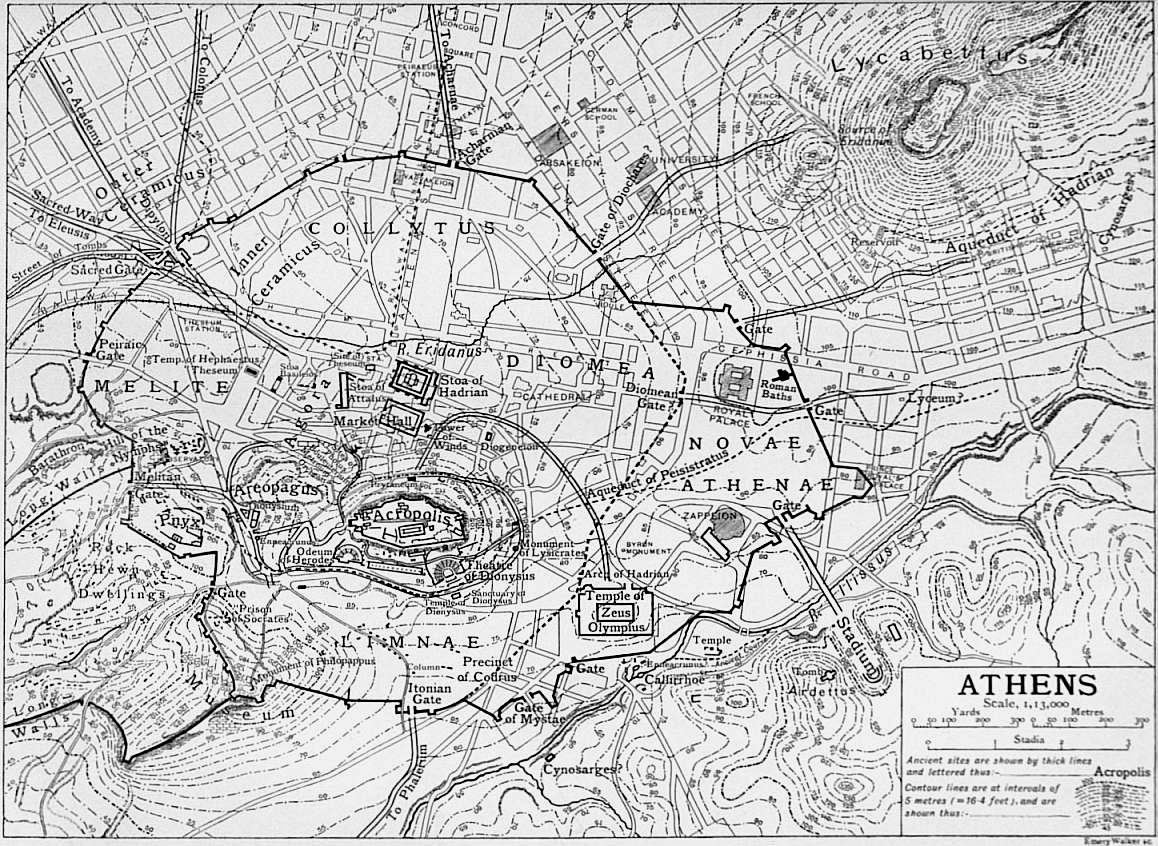
Mapa de 1911 de Atenas.

El asentamiento en el que se encuentra Atenas se habitó por primera vez en el periodo neolítico, tal vez como una fortificación defendible en la cima de la Acrópolis («ciudad alta»), alrededor del final del cuarto milenio antes de Cristo o algo más tarde. La Acrópolis es una posición defensiva natural que domina las llanuras circundantes. El asentamiento está a unos 20 km tierra adentro desde el golfo Sarónico, en el centro de la llanura del río Cefiso, un valle fértil. Al este se encuentra el monte Himeto, al norte del Monte Pentélico.
La antigua Atenas, en el primer milenio antes de Cristo, ocupaba un área muy pequeña en comparación con la metrópolis en expansión de la Grecia moderna. La antigua ciudad amurallada abarcaba un área de aproximadamente dos kilómetros de este a oeste y un poco menos de norte a sur, aunque en su apogeo la antigua ciudad tenía suburbios que se extendían mucho más allá de estas murallas. La Acrópolis estaba situada justo al sur del centro de esta zona amurallada.
El ágora o mercado, centro comercial y social de la ciudad, está a unos 400 m al norte de la Acrópolis, en lo que hoy es el distrito de Monastiraki. La colina de Pnyx, donde se reunía la Asamblea ateniense, se encontraba en el extremo occidental de la ciudad. El arroyo Erídano corría a través de la ciudad.
Uno de los santuarios religiosos más importantes de la antigua Atenas fue el templo de Atenea, hoy conocido como el Partenón, que se alzaba en la cima de la Acrópolis, donde aún se conservan sus evocadoras ruinas. Dentro de las murallas de la ciudad también se encontraban otros dos importantes santuarios: el templo a Hefesto, o Hefestión (el mejor conservado de los templos antiguos en Atenas), y el templo de Zeus Olímpico, u Olimpeion (en tiempos el templo más grande de la Grecia continental), ahora en ruinas.
Según Tucídides, los ciudadanos atenienses, al comienzo de la guerra del Peloponeso (siglo V a. C.), eran unos 40 000, lo que hace que el total de sus familias ascendiera a otras 140-160000 personas. Los metecos, es decir, aquellos nacidos fuera de Atenas, que no tenían derechos ciudadanos y pagaban por el derecho a residir en la ciudad, sumaban 70 000 más, mientras que los esclavos se estimaban entre 130 000 y 150 000. Por lo tanto, aproximadamente una décima parte de la población eran ciudadanos varones adultos, con derecho a reunirse y votar en la Asamblea, y ser elegidos para algún cargo. Después de las conquistas de Alejandro Magno en el siglo IV a. C., la población de la ciudad comenzó a disminuir a medida que los griegos emigraron a los imperios helenísticos de Oriente.

## Antigüedad
Atenas ha estado habitada desde tiempos neolíticos, posiblemente desde finales del cuarto milenio a. C., es decir, hace casi 5000 años. En 1412 a. C., el asentamiento se había convertido en un importante centro de la civilización micénica, y la Acrópolis alojaba una importante fortaleza, cuyos restos se pueden reconocer en determinadas secciones de los muros de características ciclópeas. En la cima de la Acrópolis, debajo del Erecteón, ciertos cortes en la roca han sido identificados como la ubicación de un palacio micénico. Entre 1250 y 1200 a. C., para satisfacer las necesidades del asentamiento, se construyó una escalera, en una hendidura en la roca, para acceder a un depósito de agua que estaba protegido de las incursiones enemigas, comparable a trabajos similares realizados en Micenas.
A diferencia de otros centros micénicos, como Micenas y Pilos (véase colapso de la Edad de Bronce), no está claro si Atenas sufrió algún tipo de destrucción alrededor de 1200 a. C., en la época atribuida a la invasión dórica, uno de los sucesos asociados al derrumbe de la Edad del Bronce tardía. Los atenienses siempre sostuvieron que eran jonios «puros» sin elemento dórico. De todos modos, Atenas, como muchos otros asentamientos de la Edad de Bronce, entró en declive económico a lo largo de unos 150 años después de la invasión dórica.
Los enterramientos de la Edad del Hierro, en el Cerámico y otros lugares, aparecen estar bien provistos y demuestran que a partir del 900 a. C., Atenas fue uno de los principales centros de comercio y prosperidad en la zona, como también lo fueron Lefkandi en Eubea y Cnosos en Creta. Esta prosperidad bien puede haber sido un resultado de su ubicación central en el mundo griego, de su fortaleza segura en la Acrópolis y de su acceso al mar, lo que le proporcionó una ventaja natural sobre sus rivales más interiores como Tebas y Esparta.
Según la tradición legendaria, Atenas fue gobernada por reyes (ver Reyes de Atenas) desde su fundación hasta el siglo IX a. C. Se cree que estos reyes se encontraban a la cabeza de una aristocracia terrateniente conocida como los Eupátridas (los «bien nacidos»), cuyo instrumento de gobierno era un Consejo que, por reunirse en la colina de Ares, fue llamado el Areópago, y que nombraba a los principales funcionarios de la ciudad, los arcontes y el polemarca (jefe militar).
Antes de que surgiera el concepto de estado político, cuatro tribus, basadas en las relaciones familiares, dominaban. Los miembros tenían ciertos derechos, privilegios y obligaciones:
- Derechos religiosos comunes.
- Un lugar de entierro común.
- Derechos mutuos de sucesión a la propiedad de los miembros fallecidos.
- Obligaciones recíprocas de ayuda, defensa y reparación de lesiones.
- El derecho a casarse en la gens en los casos de hijas y herederas huérfanas.
- La posesión de bienes comunes, un arconte y un tesorero.
- La limitación del linaje a la línea masculina.
- La obligación de no casarse en el gens excepto en casos específicos.
- El derecho a adoptar extraños en el gens.
- El derecho de elegir y deponer a sus jefes.[17]

Durante este periodo, Atenas logró que las demás ciudades del Ática quedaran bajo su gobierno. Este proceso de integración, llamado sinecismo («reunión en una sola casa»), creó el estado más grande y rico de la Grecia continental, pero también creó una clase muy extensa de personas excluidas de la vida política por la nobleza. En el siglo VII a. C. el malestar social se había generalizado, y los miembros del Areópago encargaron a Dracón la redacción un nuevo código legistativo, que resultó particularmente estricto (de ahí proviene el calificativo «draconiano»). Cuando este código fracasó, encargaron a Solón, en 594 a. C., que redactara uno nuevo que sirviera de constitución a la ciudad-estado. 

### Reforma y democracia
Las reformas que emprendió Solón fueron políticas y económicas. El poder económico de los Eupátridas se redujo al prohibir que los ciudadanos pudieran ser esclavizados por deudas, al dividir las grandes haciendas y al liberar el comercio, lo que permitió el surgimiento de una próspera clase comercial urbana. Políticamente, Solón encuadró a los atenienses en cuatro clases o tribus, según su riqueza y los recursos que podían aportar para el servicio militar. Los miembros de la clase más pobre, los tetes (θήται), que formaba la mayoría de la población, recibieron derechos políticos por primera vez y pudieron votar en la Ekklesía (Asamblea). Pero solo las clases altas podían ocupar cargos políticos. El Areópago continuó existiendo, aunque se redujeron sus poderes.
El nuevo sistema sentó las bases de lo que finalmente se convirtió en la democracia ateniense, pero en el corto plazo no logró sofocar el conflicto de clases y tras veinte años de disturbios, el partido popular, liderado por Pisístrato, un primo de Solón, tomó el poder en 541 a. C. A Pisístrato se le suele llamar tirano, pero la palabra griega tyrannos no siempre significó un gobernante cruel y despótico sino, sobre todo en los primeros tiempos, uno que tomó el poder por la fuerza. De hecho Pisístrato fue un gobernante muy popular, que hizo de Atenas una ciudad rica y poderosa, y también un centro cultural. También estableció la supremacía naval ateniense en el Mar Egeo y más allá. Conservó la constitución de Solón, pero se aseguró de que él y su familia ocuparan todos los cargos del estado. 

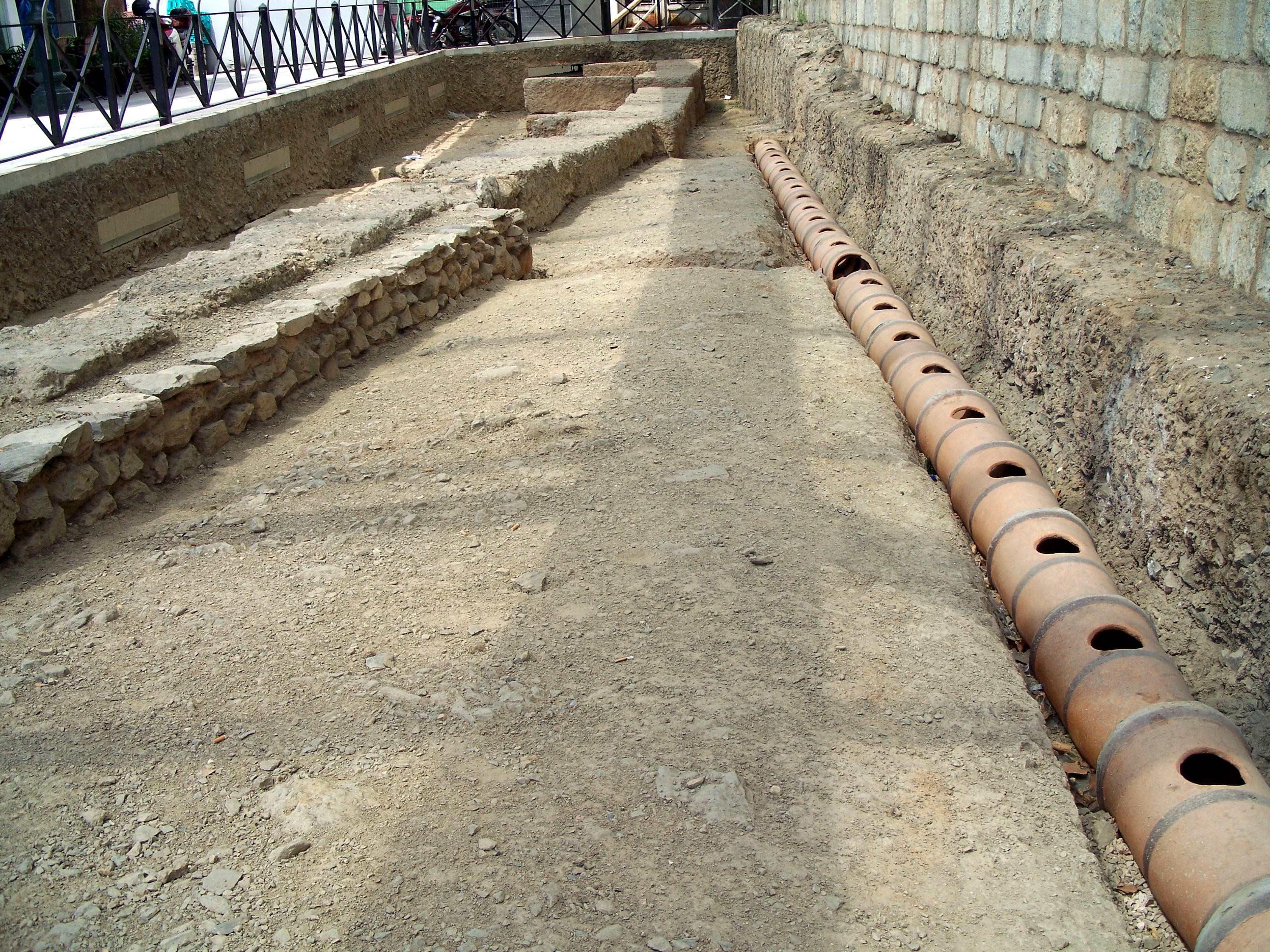
Parte del acueducto construido por Pisístrato, excavado durante la construcción del metro de Atenas en la Plaza Síntagma.

Construyó el primer acueducto subterráneo de Atenas, que tomaba sus aguas del monte Himeto y del río Iliso, y alimentaba, entre otras, la fuente situada en la esquina sureste del ágora, junto con otros ramales. En el siglo IV a. C. fue reemplazado por un sistema de tuberías de terracota a lo largo de un canal subterráneo construido en piedra, a veces llamado el acueducto del Himeto; muchas secciones tenían orificios de acceso redondos, ovalados o cuadrados de unos 10 cm. Segmentos de este sistema de tuberías se muestran en las estaciones de metro Evangelismos y Syntagma.

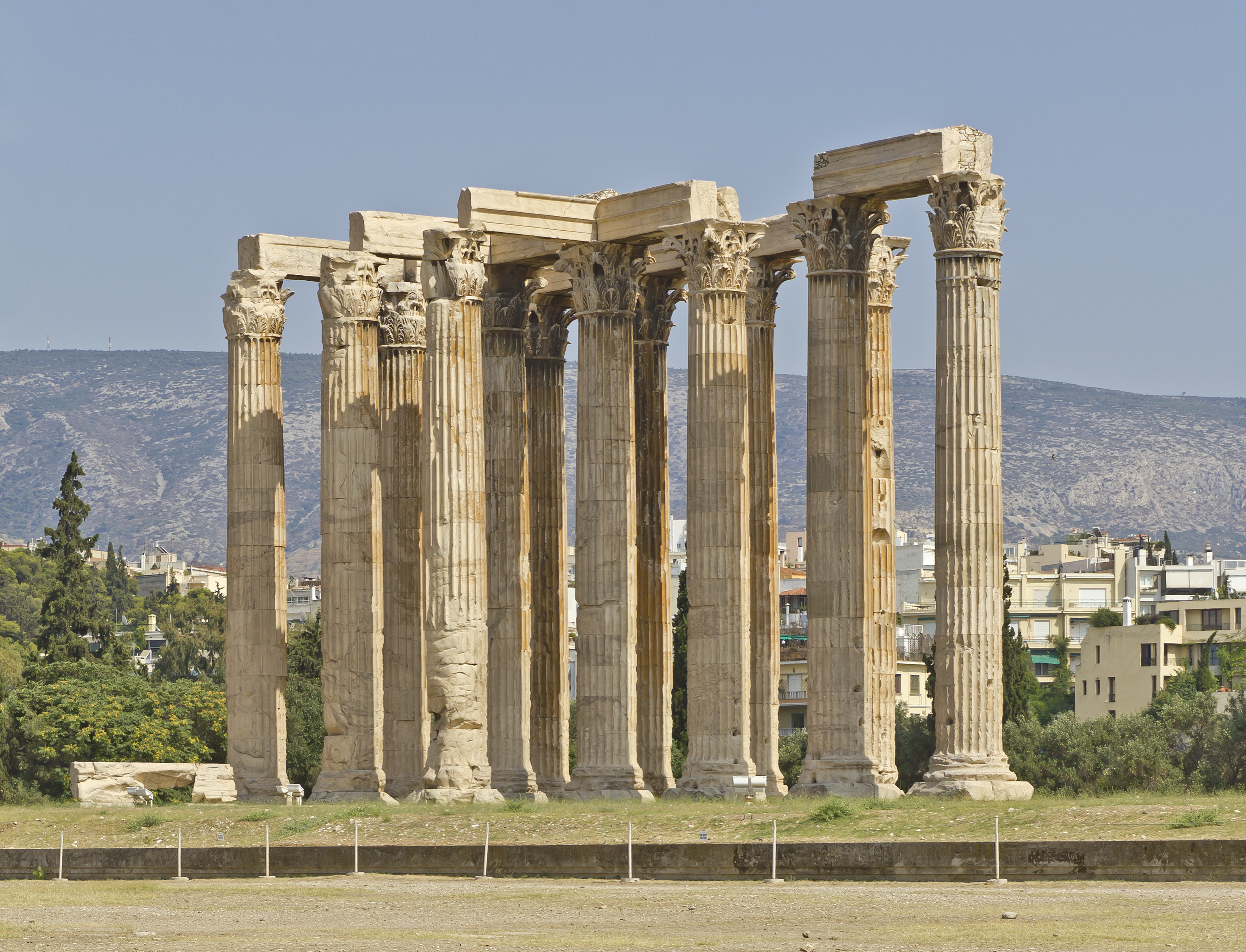
Las ruinas del Templo de Zeus Olímpico, concebido por los hijos de Pisístrato.

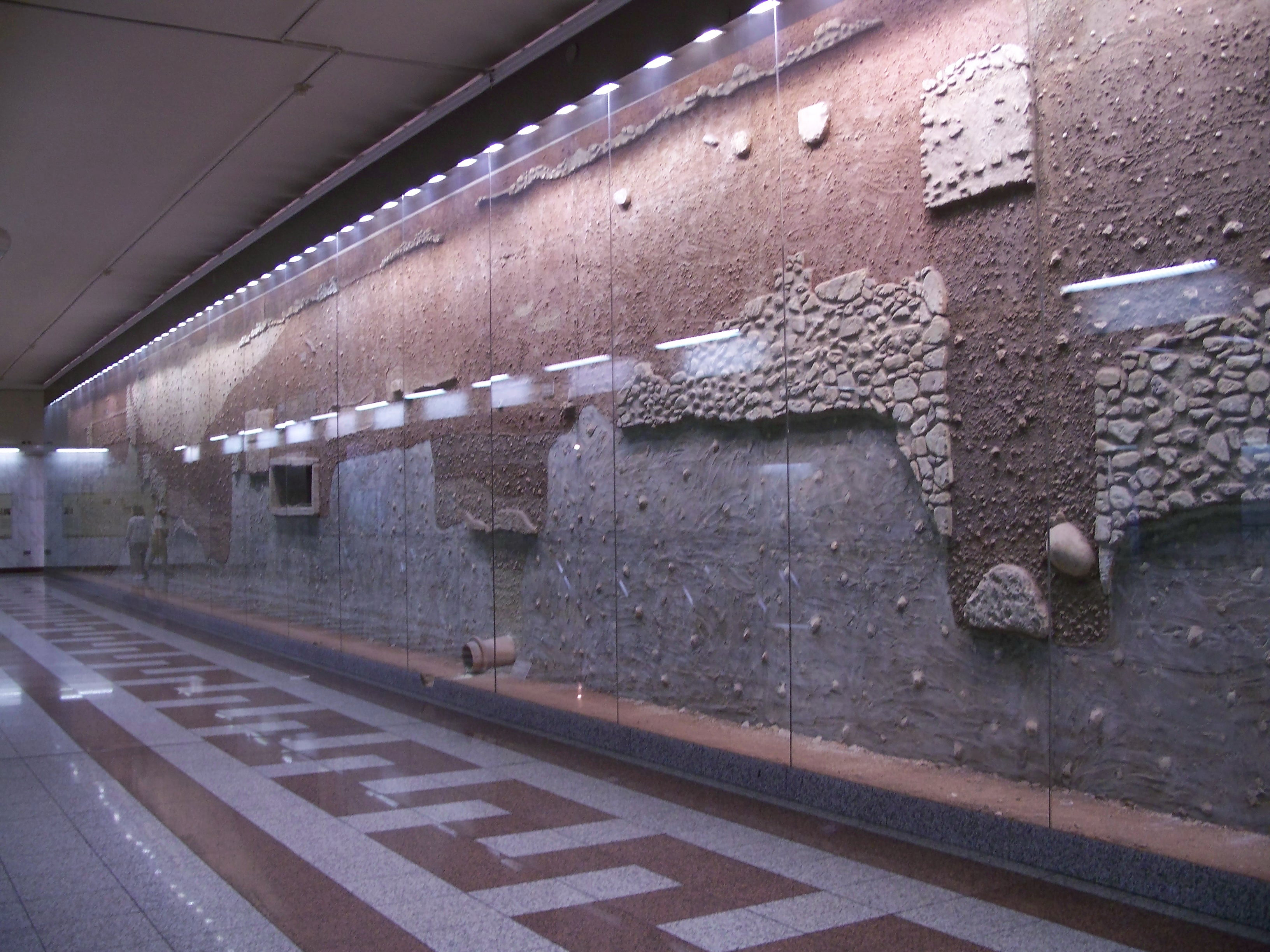
Antigua estratigrafía de Atenas, mostrada en la estación de metro Syntagma.

Pisístrato murió en el 527 a. C. y fue sucedido por sus hijos Hipias e Hiparco. Demostraron ser unos gobernantes mucho menos capaces y, en el 514 a. C., Hiparco fue asesinado en una disputa privada con un hombre joven (ver Harmodio y Aristogitón). Esto llevó a Hipias a establecer una dictadura real que resultó ser muy impopular. Fue derrocado en el 510 a. C. Un político radical con antecedentes aristocráticos llamado Clístenes tomó el poder, y fue él quien estableció la democracia en Atenas.
Las reformas de Clístenes reemplazaron a las cuatro tribus tradicionales (phile) con diez nuevas, que llevan el nombre de héroes legendarios y no tienen fundamento de clase. Eran, en realidad, circunscripciones electorales. Cada tribu se dividió a su vez en tres tritías y cada tritís, en uno o más demos, que se convirtieron en la base de la administración local. Cada tribu elegía a cincuenta miembros para la Boulé, un consejo que gobernaba los asuntos cotidianos de Atenas. La Asamblea estaba abierta a todos los ciudadanos, y funcionaba como poder legislativo y como tribunal supremo, excepto en los casos de asesinato y de asunto religioso, únicas competencias que aún le quedaban al Aerópago.
La mayoría de los cargos públicos se asignaban por sorteo, aunque los diez estrategos (generales) eran elegidos. Este sistema se mantuvo notablemente estable y, con algunas breves interrupciones, estuvo en funcionamiento durante 170 años, hasta que Filipo II de Macedonia derrotó a Atenas y Tebas en la batalla de Queronea en el 338 a. C. y se hizo con el control político efectivo de toda Grecia.

### Atenas clásica

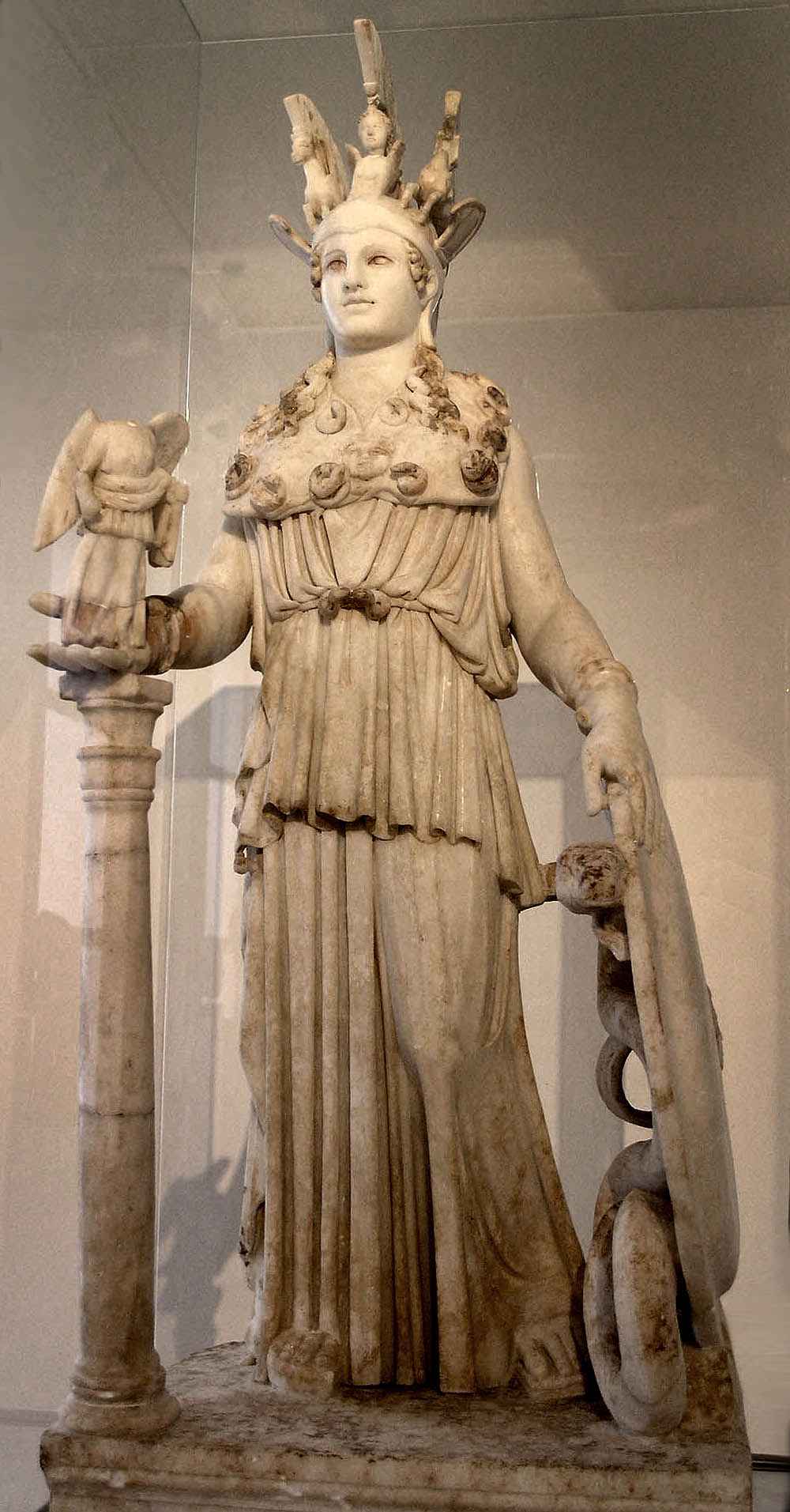
Estatuilla romana de Atenea, copia de la estatua de Fidias, creada para el Partenón en 447 a. C., Museo Arqueológico Nacional, Atenas

#### Historia militar ateniense temprana y época persa
Antes del ascenso de Atenas, Esparta se consideraba líder de los griegos. En el 499 a. C., Atenas envió tropas para ayudar a los griegos jonios de Asia Menor, que se habían rebelado contra el Imperio Persa en lo que se conoce como la revuelta jónica. Esta ayuda provocó dos invasiones persas de Grecia (ver Guerras Persas o médicas). 
En el 490 a. C., los atenienses, dirigidos por el militar-estadista Milcíades, derrotaron la primera invasión de los persas, bajo Darío I, en la batalla de Maratón. 

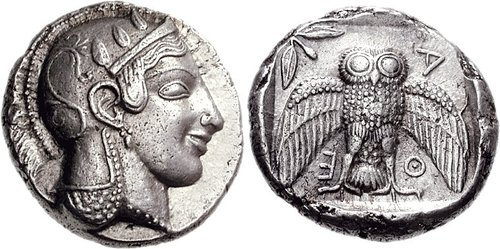
Decadracma ateniense, 467–465 a. C.:
Anverso: Cabeza de Atenea con casco ático con cresta. Reverso: Búho de pie, ΑΘΕ (ΑΘΗΝΑΙΩΝ - ateniense).
Tema conmemorativo, representando la dominación militar ateniense.

Diez años más tarde, en 480 a. C., los persas regresaron bajo el hijo de Darío, Jerjes. Una pequeña fuerza griega que bloqueaba el paso de las Termópilas fue derrotada, y los persas procedieron a capturar una Atenas previamente evacuada. La ciudad de Atenas fue tomada y saqueada dos veces por los persas en el curso de un mismo año tras las Termópilas. Posteriormente los atenienses y sus aliados (liderados por Temístocles) se enfrentaron en el mar a la armada persa, mucho más grande, en la batalla de Salamina. Jerjes instaló un trono en la costa para ver la derrota de la armada griega pero, en cambio, fueron los barcos persas los derrotados, lo que constituyó un gran punto de inflexión en la guerra.
En el 479 a. C., los atenienses y los espartanos, con sus aliados, derrotaron definitivamente al ejército persa en la batalla de Platea. Tras ella, fue Atenas la que llevó la guerra a Asia Menor, permitiéndose, con sus victorias, reunir a la mayor parte del Egeo y a otras partes de Grecia en la Liga de Delos, una alianza dominada por los atenienses.

#### Artistas y filósofos.

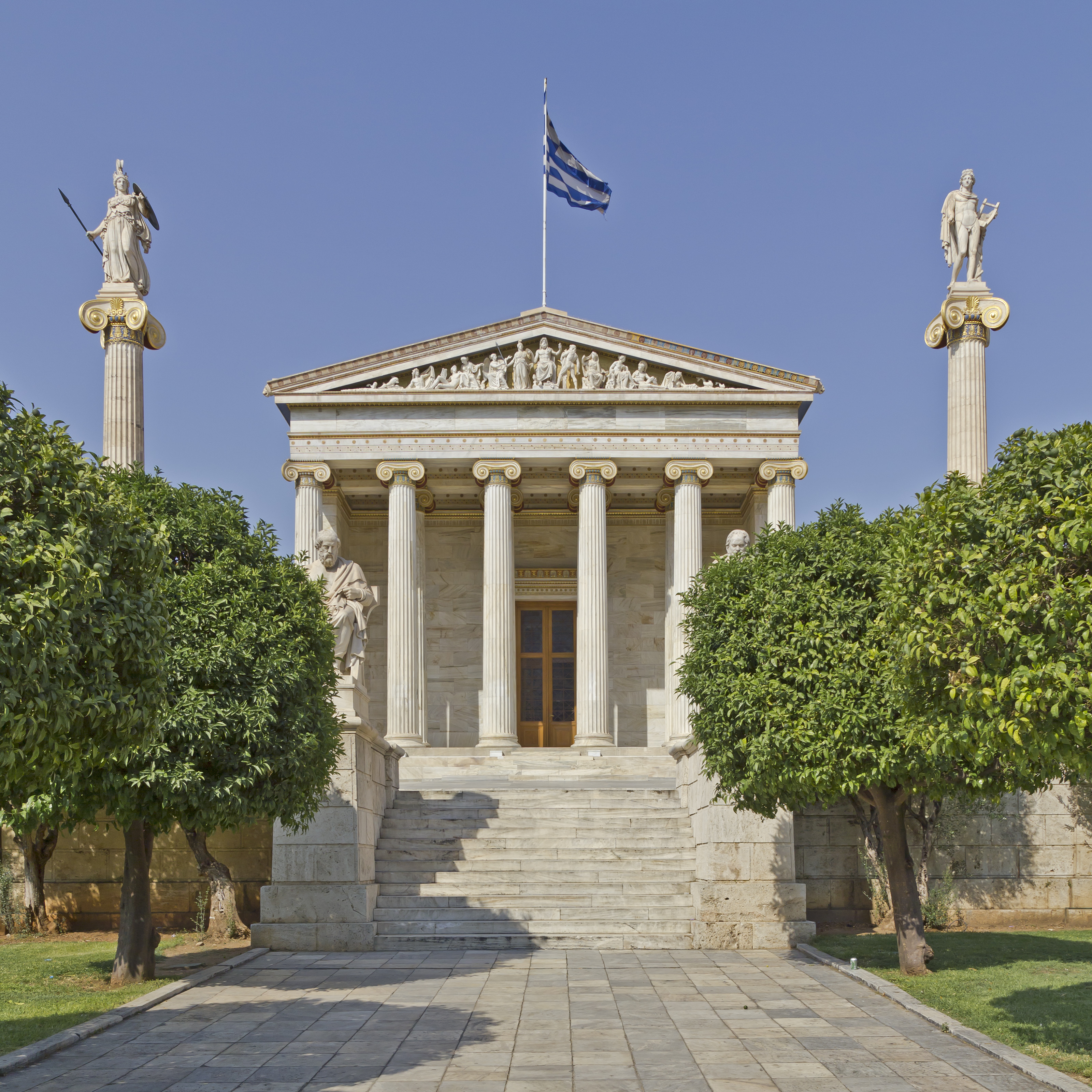
La moderna Academia de Atenas, con Apolo y Atenea en sus columnas, y Sócrates y Platón sentados en frente.

El periodo desde el final de las Guerras Persas hasta la conquista macedónica marcó el cenit de Atenas como centro de la literatura, la filosofía y las artes (teatro griego). En Atenas en este momento, la sátira política de los poetas cómicos en los teatros tuvo una notable influencia en la opinión pública.
Algunas de las figuras más importantes de la historia cultural e intelectual occidental vivieron en Atenas durante este periodo: los dramaturgos Esquilo, Sófocles, Eurípides y Aristófanes, el médico Hipócrates, los filósofos Sócrates, Platón y Aristóteles, los historiadores Heródoto, Tucídides y Jenofonte, el poeta Simónides y el escultor Fidias. El principal estadista de este periodo fue Pericles, quien utilizó los fondos aportados por los miembros de la Liga de Delos para construir el Partenón y otros grandes monumentos de la Atenas clásica. La ciudad se convirtió, en palabras de Pericles, en «la escuela de Grecia».

#### Guerra del Peloponeso
El resentimiento que sintieron otras ciudades por la hegemonía de Atenas condujo a la guerra del Peloponeso, que comenzó en el 431 a. C. y enfrentó a Atenas, junto con las ciudades –cada vez más levantiscas– de su imperio marítimo, contra una coalición de estados terrestres liderados por Esparta. El conflicto estuvo indeciso durante mucho tiempo, con Esparta dominando en tierra firme y Atenas en el mar. Pero la desastrosa expedición a Sicilia (415-413 a. C.) debilitó seriamente a Atenas. La guerra militarmente terminó con la derrota naval ateniense en Egospótamos en el 405 a. C. El año siguiente vio la rendición final de Atenas ante Esparta, tras haber perdido su predominio naval. Esta larga guerra civil dejó a los griegos débiles y divididos, lo que facilitó que Filipo II de Macedonia y su hijo Alejandro Magno conquistaran Grecia, terminando con la independencia de sus ciudades-estado.

#### Golpe de Estado del 411 a.C. y tiranía tras la derrota

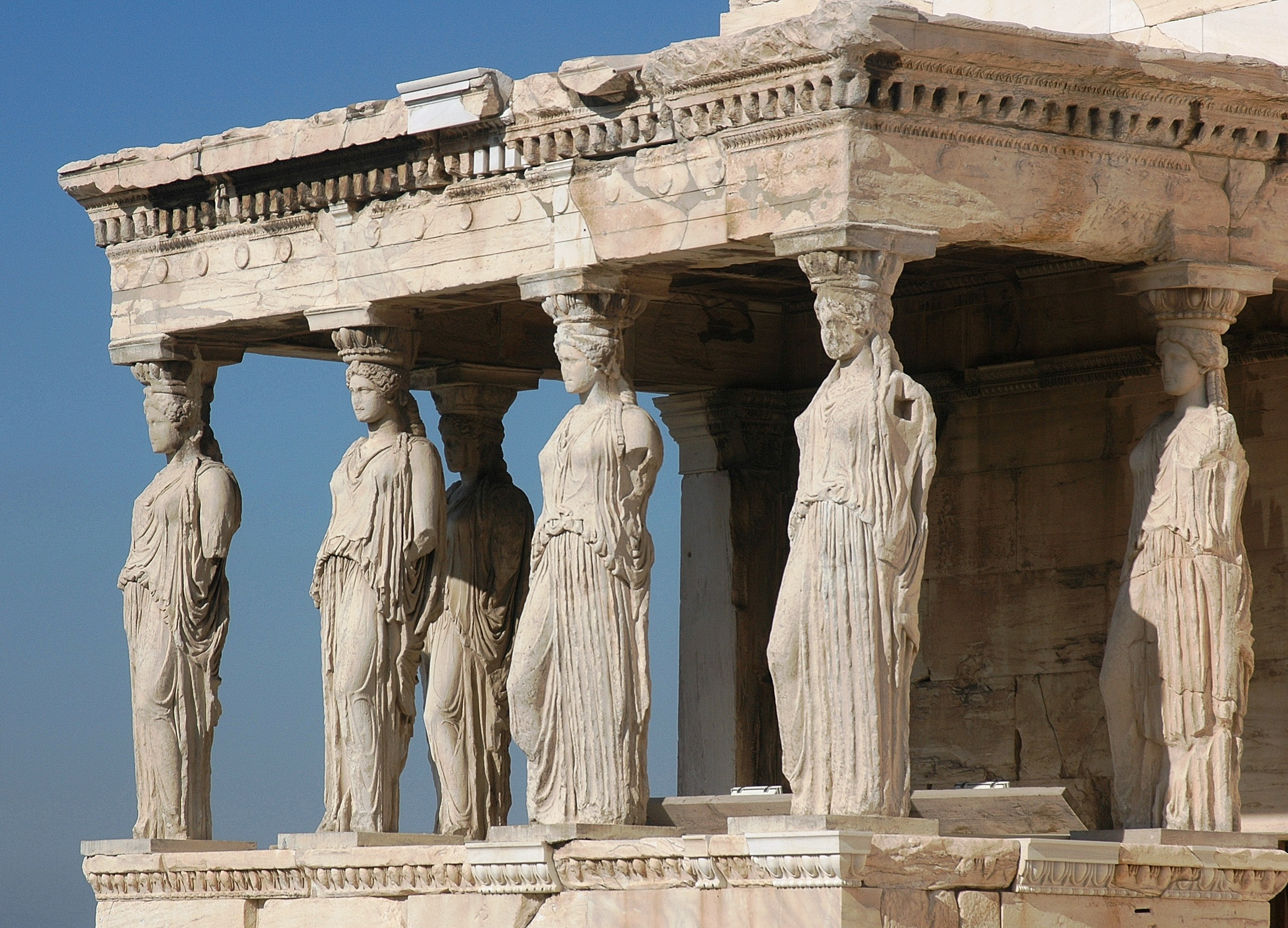
Las estatuas cariátides del Erecteón, construido entre los años 421-406 a. C. en la Acrópolis.

Debido a su mal manejo de la guerra, la democracia en Atenas fue derrocada brevemente por un golpe de Estado en el 411, aunque fue rápidamente restaurada. La guerra del Peloponeso terminó en el 404 a. C. con la derrota completa de Atenas. Dado que la pérdida de la guerra fue atribuida en gran parte a políticos democráticos como Cleón y Cleofonte, hubo una breve reacción tiránica contra la democracia, fomentada y ayudada por el ejército espartano (el gobierno de los Treinta Tiranos). Los abusos de los tiranos fueron tales que en el 403 a. C., en una nueva reacción, la democracia fue restaurada por Trasíbulo, que declaró una amnistía.

#### Guerra de Corinto y Segunda Liga Ateniense
Los antiguos aliados de Esparta pronto se volvieron contra ella, debido a su política imperialista, y pronto los antiguos enemigos de Atenas, Tebas y Corinto, se convirtieron en sus aliados, luchando con Atenas y Argos contra Esparta en la indecisa guerra de Corinto (395-387 a. C.). La oposición a Esparta permitió a Atenas establecer una segunda Liga ateniense.
Finalmente, Tebas derrotó a Esparta en el 371 a. C., en la batalla de Leuctra. Pero luego las ciudades griegas (incluidas Atenas y Esparta) se volvieron contra la hegemonía de Tebas, cuyo dominio duró hasta la batalla de Mantinea (362 a. C.), en la que murió su líder, el genio militar Epaminondas.

#### Atenas y el ascenso de Macedonia
A mediados del siglo IV a. C., la influencia de Macedonia, el reino griego del norte, se estaba volviendo dominante en los asuntos de Atenas. En el 338 a. C., los ejércitos de Filipo II derrotaron a una alianza de ciudades-estado griegas, Atenas y Tebas incluidas, en la batalla de Queronea, forzándolas a una confederación con Macedonia que terminó limitando la independencia ateniense. Tras la muerte de Filipo II, su hijo Alejandro Magno emprendió una exitosa serie de conquistas que ampliaron los horizontes griegos e hicieron obsoleta la tradicional ciudad griega. Atenas siguió siendo una ciudad rica con una brillante vida cultural, pero dejó de ser una potencia política. El periodo de la historia de Grecia que sigue a la muerte de Alejandro, en 323 a. C., es conocido como Periodo helenístico.

### Atenas helenística
Tras la muerte inesperada de Alejandro Magno, Antípatro y Crátero compartieron el mando militar de Grecia y Macedonia. Atenas se enfrentó a ambos, junto con Etolia y Tesalia, en lo que se ha conocido como la guerra lamiaca. Crátero murió en una batalla contra Éumenes en 320 a. C., dejando como gobernante único a Antípatro durante un año, hasta su muerte en 319 a. C. Atenas tuvo un papel determinante en su sucesión cuando Casandro, el hijo de Antípatro, se hizo con el Pireo y dejó a Atenas sin suministros, en un acto hostil contra Poliperconte, el sucesor de Antípatro. Para reforzar su posición frente a Casandro, Poliperconte había restaurado la democracia en Atenas, tal como estaba vigente antes de la guerra lamiaca. Sin embargo, tras perder la flota, Poliperconte tuvo que huir a Macedonia cuando Casandro, en 316 a. C., logró hacerse con el control de Atenas. Este encargó el gobierno de la ciudad a Demetrio de Falero, quien mantuvo el poder hasta 307 a. C., fecha en que el enemigo de Casandro, Demetrio Poliorcetes tomó Atenas y Macedonia, poniendo fin a la efímera dinastía antipátrida e instaurando la suya propia.

#### Atenas y la República romana
Durante las Guerras pírricas (280-275 a. C.), Roma impuso su hegemonía sobre la Magna Grecia e intervino cada vez más en los asuntos de Grecia y los Balcanes. La primera guerra macedónica 214–205 a. C.) entre la República romana y el reino de Macedonia terminó con la Paz de Fénice. Durante la segunda guerra macedónica (200–197 a. C.) los romanos declararon la «libertad de Grecia» frente a los reyes macedónicos. Tras la Guerra romano-siria (192–188 a. C.), que terminó en la Paz de Apamea, la tercera guerra macedónica (171–168 a. C.) terminó dividiendo el territorio macedónico en cuatro repúblicas clientelares. Macedonia fue definitivamente anexionada a la República romana a la conclusión de la cuarta guerra macedónica (150–148 a. C.). Después de que la Liga aquea fuese también derrotada y disuelta por Roma como resultado de la Guerra aquea de 146 a. C., durante la cual la Batalla de Corinto resultó en el saqueo y destrucción de esa ciudad por Lucio Mumio, Grecia terminó dividida en las provincias romanas de Macedonia y Acaya. Atenas, en consecuencia, quedó sometida al gobierno de Roma.

### Atenas romana

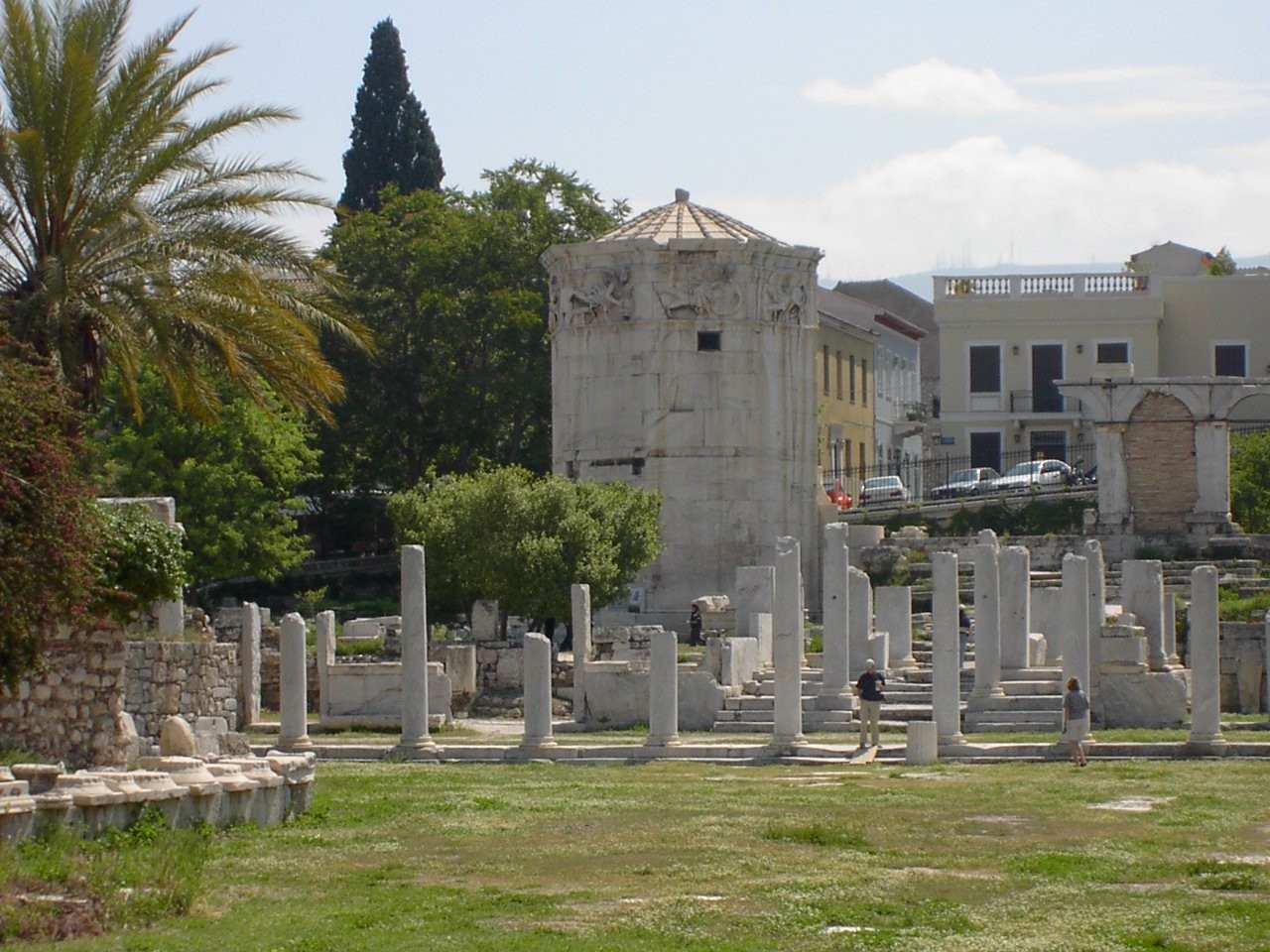
El ágora en Atenas, Grecia.

Durante la primera guerra mitridática Atenas fue regida por un tirano, Aristión, puesto por Mitrídates VI, el Grande. En el 88–85 a. C., la mayoría de los edificios atenienses, tanto casas como fortificaciones, fueron derribados por el general romano Sila (138 a. C. - 78 a. C.), aunque respetó muchos monumentos edificios civiles. Los romanos otorgaron a Atenas el estatus de ciudad libre debido a sus escuelas, que eran muy apreciadas. El emperador romano Adriano, en el siglo II d. C., construyó una biblioteca, un gimnasio, un acueducto –que todavía está en uso–, varios templos y santuarios, un puente, y financió la terminación del Templo de Zeus Olímpico.

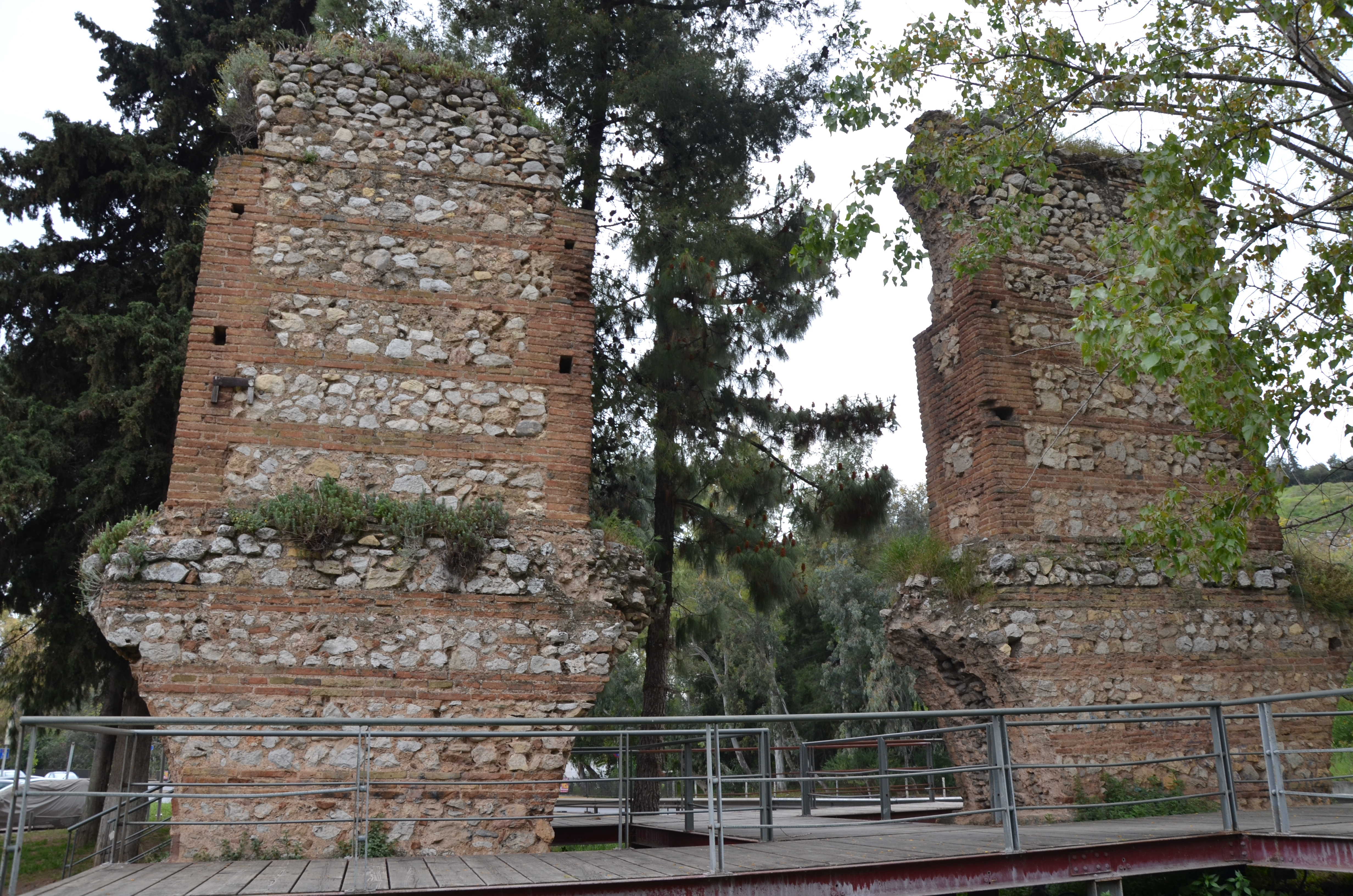
Arcos del acueducto de Adriano en el barrio de Nea Ionia.

La ciudad fue saqueada por los Hérulos en el año 267 d. C., lo que provocó la quema de todos los edificios públicos, el saqueo de la ciudad baja y daños al ágora y la Acrópolis. Después de esto, la ciudad al norte de la Acrópolis fue refortificada apresuradamente en una escala más pequeña, dejando el ágora fuera de las murallas. Atenas siguió siendo un centro de aprendizaje y filosofía durante los 500 años de gobierno romano, patrocinado por emperadores como Nerón y Adriano.
Sin embargo, el saqueo de la ciudad por los Hérulos en el 267 y Alarico en 396 asestó un duro golpe al tejido y las fortunas de la ciudad, y en lo sucesivo, Atenas se limitó a una pequeña zona fortificada que abarcaba una fracción de la antigua ciudad. La ciudad siguió siendo un importante centro de aprendizaje, especialmente de neoplatonismo, con alumnos notables, entre ellos Gregorio Nacianceno, Basilio de Cesarea y el emperador Juliano, y en consecuencia, un centro de paganismo. Los artículos cristianos no aparecen en el registro arqueológico hasta principios del siglo quinto. El emperador Justiniano I cerró las escuelas filosóficas de la ciudad en el 529, un evento cuyo impacto en la ciudad es muy debatido, pero generalmente se toma para marcar el final de la historia antigua de Atenas.

## Edad Media

### Atenas bizantina

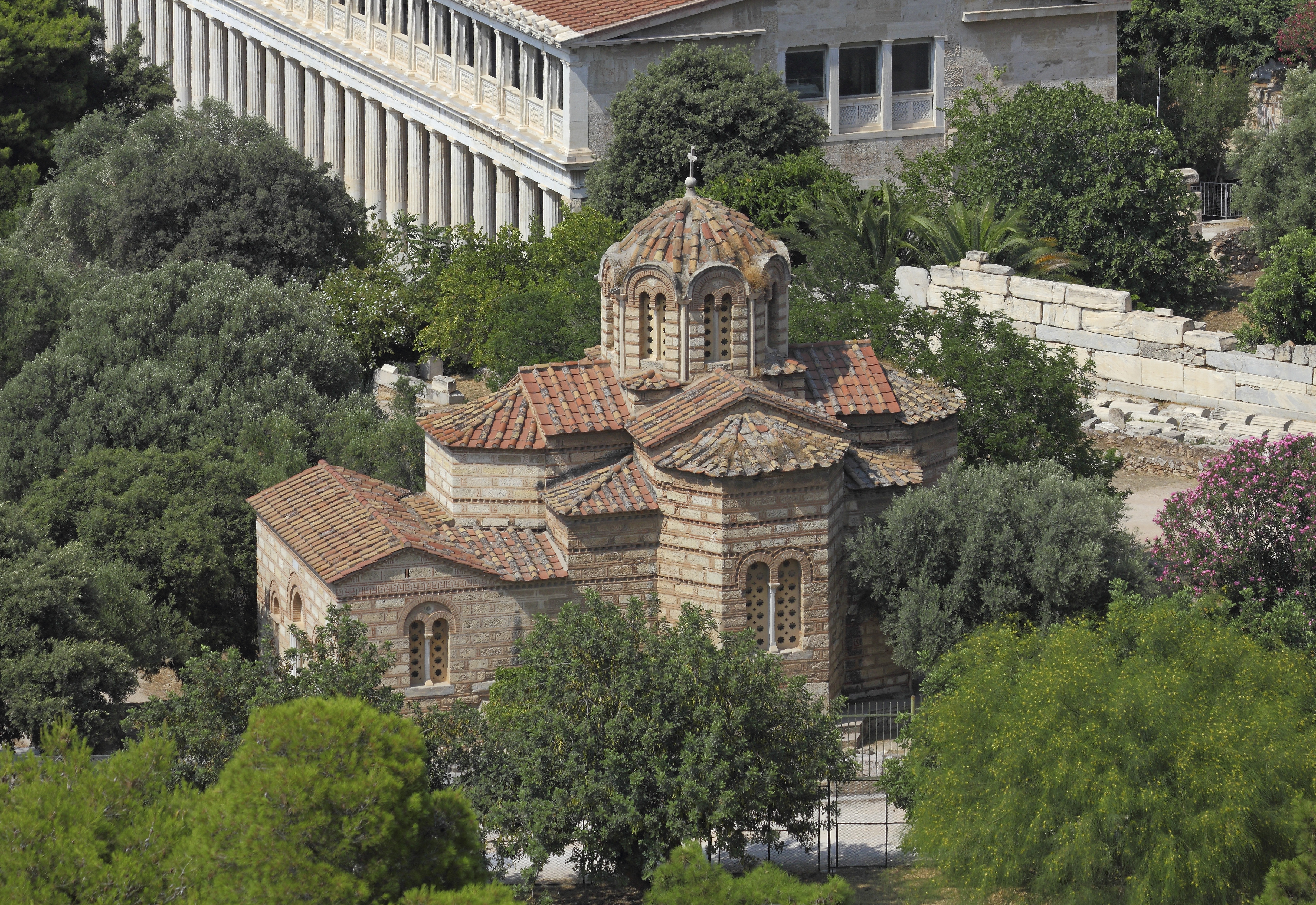
La iglesia bizantina de los Santos Apóstoles junto a la Estoa de Átalo.

Desde muy temprano en el periodo imperial, pero acelerándose en el siglo III d. C., el centro del Imperio Romano avanzó hacia la mitad oriental de la cuenca mediterránea. El Imperio se cristianizó, y el uso del latín declinó en favor del uso exclusivo del griego: en la época romana temprana habían sido utilizados ambos idiomas. El imperio después de esta transición se conoce hoy como el Imperio Bizantino debido a que la capital imperial pasó a la ciudad de Constantinopla, nuevo nombre de la antigua ciudad griega de Bizancio. La división es históricamente útil, pero engañosa, con una cadena ininterrumpida de emperadores que continúa hasta el siglo XIII, y todos los ciudadanos se identifican como totalmente romanos («Romaioi o Romioi»). 
La conversión del imperio del paganismo al cristianismo afectó enormemente a Atenas, lo que redujo el aprecio por la ciudad. Algunos monumentos antiguos, como el Partenón, el Erecteón y el Hefestión (o Teseión), fueron convertidos en iglesias. A medida que el imperio se volvió cada vez más antipagano, Atenas se convirtió en una ciudad progresivamente más provinciana. Muchas de sus obras de arte fueron llevadas por los emperadores a Constantinopla. Atenas fue saqueada por los eslavos en el 582, pero luego permaneció en manos imperiales, como lo destacó la visita del emperador Constante II en el 662/3 y su inclusión en el tema de  la Hélade.
La ciudad fue amenazada por las incursiones sarracenas en los siglos VIII-IX: en 896, Atenas fue saqueada y posiblemente ocupada por un breve periodo, un suceso que dejó algunos restos arqueológicos y elementos de ornamentación árabe en edificios de la época, así como restos de una mezquita. En la gran disputa sobre la iconoclasia bizantina, se considera comúnmente que Atenas apoyó la posición iconófila, principalmente debido al papel desempeñado por la emperatriz Irene de Atenas en el final del primer periodo de la iconoclasia en el Segundo Concilio de Nicea en 787. Unos años más tarde, otra ateniense, Teófano, se convirtió en emperatriz como la esposa de Estauracio (r. 811–812).
La invasión del imperio por los turcos después de la batalla de Manzikert, en 1071, y las guerras civiles subsiguientes, pasaron en gran parte por la región pero Atenas continuó sin daños su existencia provinciana. Cuando el Imperio bizantino fue rescatado por el firme liderazgo de los tres emperadores Comneno: Alejo, Juan y Manuel, Ática y el resto de Grecia prosperaron. La evidencia arqueológica nos dice que la ciudad medieval experimentó un periodo de crecimiento rápido y sostenido, que comenzó en el siglo XI y continuó hasta finales del siglo XII. El ágora o mercado, que había estado desierto desde la antigüedad tardía, comenzó a reconstruirse, y pronto la ciudad se convirtió en un centro importante en la producción de jabones y tintes. El crecimiento de la ciudad atrajo a los venecianos y a varios otros comerciantes que frecuentaban los puertos del Egeo. Este interés en el comercio parece haber aumentado aún más la prosperidad económica de la ciudad.
Dichos siglos XI y XII fueron la Edad de Oro del arte bizantino en Atenas. Casi todas las iglesias bizantinas más importantes de Atenas y sus alrededores fueron construidas durante estos dos siglos, y esto refleja el crecimiento de la ciudad en general. Sin embargo, esta prosperidad medieval no duró. En 1204, la Cuarta cruzada conquistó Atenas y la ciudad siguió en poder de los latinos hasta la conquista de los turcos otomanos. De hecho, Atenas no volvió a tener un gobierno griego hasta el siglo XIX.

### Atenas latina

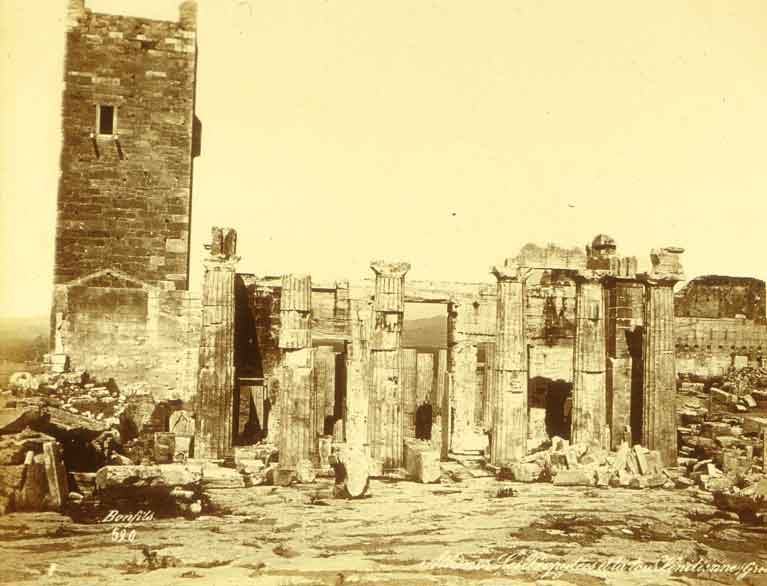
Los Propileos de la Acrópolis de Atenas (fotografiado con la Torre Franca, demolida a mediados del) era el palacio de los duques de Atenas.

Tras la llegada de los cruzados, desde 1204 hasta 1458 Atenas fue gobernada por latinos en tres períodos distintos. Los «latinos» o «francos» era europeos occidentales, seguidores de la Iglesia latina, llevados hasta el Mediterráneo oriental por las Cruzadas. De un modo similar al resto de la Grecia bizantina, Atenas se convirtió en un feudo como los de los Estados cruzados establecidos en Siria o en Chipre tras la primera Cruzada. Esta época es conocida como la Francocracia.

#### Periodo borgoñón
Atenas fue inicialmente la capital del epónimo Ducado de Atenas, un feudo del Imperio latino que sustituyó al Imperio bizantino. Después de convertirse en posesión de los duques latinos de la familia borgoñona llamada De la Roche, Tebas reemplazó a Atenas como capital y sede del gobierno, aunque Atenas seguía siendo el centro eclesiástico más influyente del ducado, además de ser una fortaleza militar importante. Bajo los duques de Borgoña, se añadió un campanario al Partenón. Los borgoñones también trajeron la caballería y los torneos a Atenas, y fortificaron la Acrópolis. Ellos mismos sufrieron a su vez la influencia de la cultura griega bizantina.

#### Periodo Corona Aragonesa
En 1311, Atenas fue conquistada por la Corona de Aragón, por una banda de mercenarios llamados Almogávares. Estuvo ocupada por Aragón hasta 1388. Después de 1379, cuando se perdió Tebas, Atenas se convirtió nuevamente en la capital del ducado. 
La historia de la Atenas aragonesa, llamada Cetines (raramente Athenes) por sus conquistadores, es oscura. Atenas era una veguería con su propio castellano, capitán y veguer. En algún momento, durante el periodo aragonés, la Acrópolis se fortaleció aún más y la archidiócesis de Atenas recibió dos sedes sufragáneas adicionales.

#### Periodo florentino
En 1388, el florentino Nerio I Acciaioli tomó la ciudad y se nombró duque. Los florentinos tuvieron que disputar la ciudad a la República de Venecia, pero finalmente salieron victoriosos tras siete años de gobierno veneciano (1395–1402). Los descendientes de Nerio I Acciaioli gobernaron la ciudad como capital de sus dominios hasta la conquista turca de 1458.

## Historia moderna

### Atenas otomana

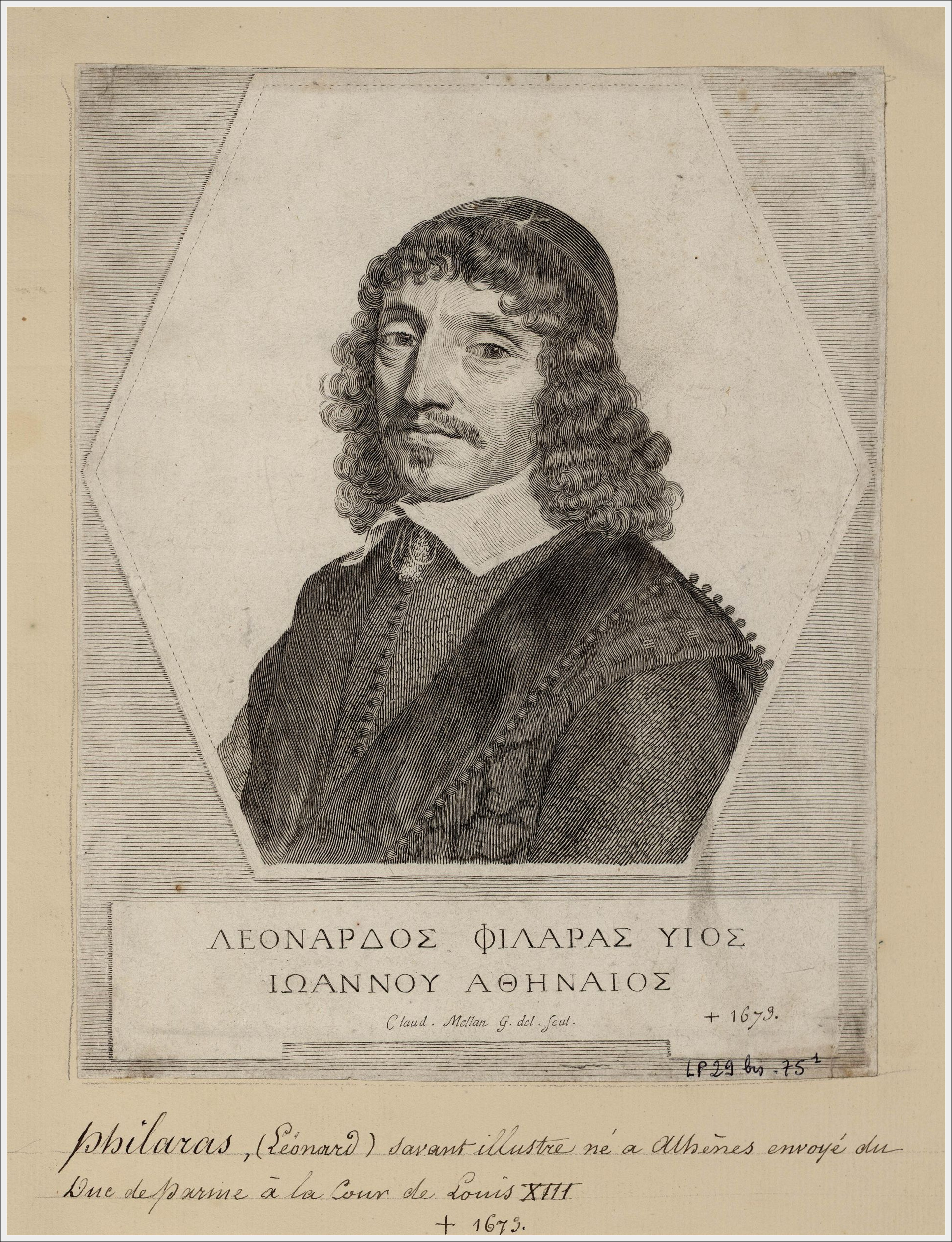
Leonardos Filarás (c. 1595–1673) fue un erudito nacido en Atenas y uno de los primeros partidarios de la liberación griega.

El primer ataque otomano a Atenas, que implicó una breve ocupación de la ciudad, ocurrió en 1397, bajo los generales otomanos Yaqub Pasha y Timurtash. La captura definitiva de Atenas por los otomanos se produjo en 1453, bajo el mando personal del sultán Mehmed II. Cuando el sultán otomano entró en la ciudad, quedó muy impresionado por la belleza de sus antiguos monumentos y decretó un firmán (edicto imperial) que prohibía su saqueo o destrucción bajo pena de muerte. El Partenón se convirtió en la mezquita principal de Atenas.
Bajo el dominio otomano, la ciudad perdió toda importancia y su población disminuyó severamente, quedando reducida a una «pequeña ciudad rural». Desde principios del siglo XVII, Atenas quedó bajo la jurisdicción del Kizlar Agha, el jefe eunuco negro del harén del sultán. En un principio, la ciudad había sido concedida por el sultán Ahmed I (r. 1603–1617) a Basilica, una de sus concubinas favoritas, que era ateniense, tras las quejas por la mala administración de los gobernantes locales. Pero después de la muerte de Basilica, Atenas terminó bajo el dominio del Kizlar Agha.
Los turcos comenzaron a almacenar pólvora y explosivos en el Partenón y en los Propileos. En 1640, cayó un rayo en los Propileos, causando su destrucción. En 1687, durante la guerra de Morea, la Acrópolis fue asediada por los venecianos bajo el mando de Francesco Morosini. Los otomanos desmantelaron el templo de Atenea Niké para fortalecer el Partenón. El 26 de septiembre, un disparo durante el bombardeo de la Acrópolis causó la explosión del polvorín instalado en el Partenón, quedando el edificio gravemente dañado y dejándole con el aspecto que vemos hoy. La ocupación de la Acrópolis se extendió durante seis meses y tanto los venecianos como los otomanos participaron en el saqueo del Partenón. Se retiró uno de sus frontones occidentales, lo que causó aún más daño a la estructura. Los venecianos ocuparon la ciudad, convirtiendo sus dos mezquitas en sendas iglesias, una católica y otra protestante, pero el 9 de abril de 1688 la abandonaron de nuevo a los otomanos.
En el siglo XVIII, sin embargo, la ciudad logró recuperar gran parte de su prosperidad. El erudito Michel Fourmont viajó a la ciudad en la década de 1720 y fue testigo de lo mucho que se estaba construyendo. Cuando el historiador ateniense Ioannis Benizelos escribió una crónica de la ciudad en la década de 1770, Atenas volvía a ser próspera hasta el punto de que, según Benizelos, «podría citarse como un ejemplo para las otras ciudades de Grecia». La población griega poseía un considerable grado de autogobierno, bajo un consejo de primados formado por las principales familias aristocráticas junto con el obispo metropolitano de la ciudad. La comunidad gozaba de bastante influencia ante las autoridades otomanas, el pashá (gobernador), el kadi (juez), el muftí y el jefe de la guarnición de la Acrópolis, particularmente a través de la influencia en Constantinopla de los dos patriarcas nacidos en Atenas, Partenio (1737–1766) y Efrén II (1766–1770). Los impuestos también eran bajos, con solo el jarach pagadero al gobierno otomano, así como el impuesto de sal y el de agua, para los campos de cultivo de olivos y los jardines.
Esta situación pacífica se quebró en 1752–1753, cuando la ejecución del Kizlar Agha dio lugar al envío de un nuevo pashá, Sari Muselimi. Su abuso de poder llevó a protestas tanto de los griegos como de los turcos; Sari Muselimi mató a algunos de los notables que protestaron, tras lo cual el pueblo incendió su residencia. Sari Muselimi huyó a la Acrópolis, donde los atenienses lo asediaron, hasta que el gobernador otomano de Negroponte intervino y restableció el orden, encarcelando al metropolitano e imponiendo una fuerte multa a la comunidad griega. En 1759, el nuevo pashá, un musulmán nativo, destruyó uno de los pilares del templo de Zeus Olímpico para proporcionar materiales a una quinta mezquita de la ciudad, un acto ilegal, ya que el templo era considerado propiedad del Sultán. Al año siguiente, Atenas dejó de pertenecer al Kizlar Agha y fue transferida al erario privado del Sultán. De ahora en adelante, sería arrendada como un malikhane, un tipo de agricultura tributaria en la que el propietario compraba los ingresos de la ciudad por una suma fija y los disfrutaba de por vida.

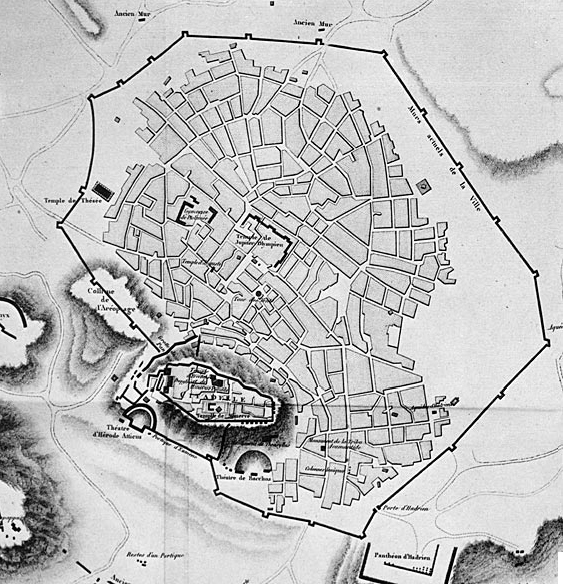
Mapa de Atenas en la época otomana tardía, mostrando la Muralla de Haseki.

El primer propietario (malikhane sahib), Ismail Agha, un turco local de Lebadea, fue humano y popular, nombrando buenos beyes, por lo que fue apodado «el Bueno». Los visitantes ingleses durante la década de 1760 informan de una población de alrededor de 10 000 habitantes, de los cuales unas cuatro quintas partes eran cristianos. La comunidad turca contaba con varias familias establecidas en la ciudad desde la conquista otomana, y las relaciones con sus vecinos cristianos eran más amigables que en cualquier otro lugar, ya que casi se habían asimilado, hasta el punto incluso de beber vino. El clima era saludable, pero la ciudad dependía principalmente de los pastos, ya que los arbanitas del Ática practicaban la ganadería en lugar de la agricultura. Exportaba cuero, jabón, grano, aceite, miel, cera, resina, algo de seda, queso y valonia, principalmente a Constantinopla y Francia. La ciudad acogió a un cónsul francés y otro inglés. Durante la revuelta de Orlov, los atenienses, con excepción de los más jóvenes, se mantuvieron cautelosos y pasivos, incluso cuando el jefe griego Mitromaras se apoderó de Salamina. Sin embargo, fue solo gracias a la intervención de Ismail Agha que la ciudad se salvó de una masacre como represalia, viéndose obligada a pagar una indemnización.
El sucesor de Ismail Agha, Hadji Ali Haseki, fue cruel y tiránico, y los veinte años de su mando en la ciudad representaron uno de los peores periodos de la historia de Atenas. Respaldado por las familias aristocráticas y su relación con la hermana del sultán, que era su amante, extorsionó grandes sumas de dinero de la población, apoderándose de muchas propiedades. Mediante protestas en Constantinopla los atenienses lograron su revocación varias veces, pero Haseki siempre logró regresar hasta que se produjo su caída y ejecución a finales de 1795. Durante su mandato también se vivieron dos grandes incursiones albanesas en Ática, y como reacción ordenó la construcción de un nuevo recinto amurallado, la «Muralla de Haseki», que se construyó en parte con material tomado de los monumentos antiguos. Entre 1801 y 1805, Lord Elgin, embajador británico ante el Imperio otomano, dispuso la retirada y traslado de muchas esculturas del Partenón (los mármoles de Elgin). Junto con el friso de las Panateneas se retiró una de las seis cariátides del Erecteón, reemplazada por un molde de yeso. En total, cincuenta esculturas, incluidos tres fragmentos comprados por los franceses, fueron expoliadas.

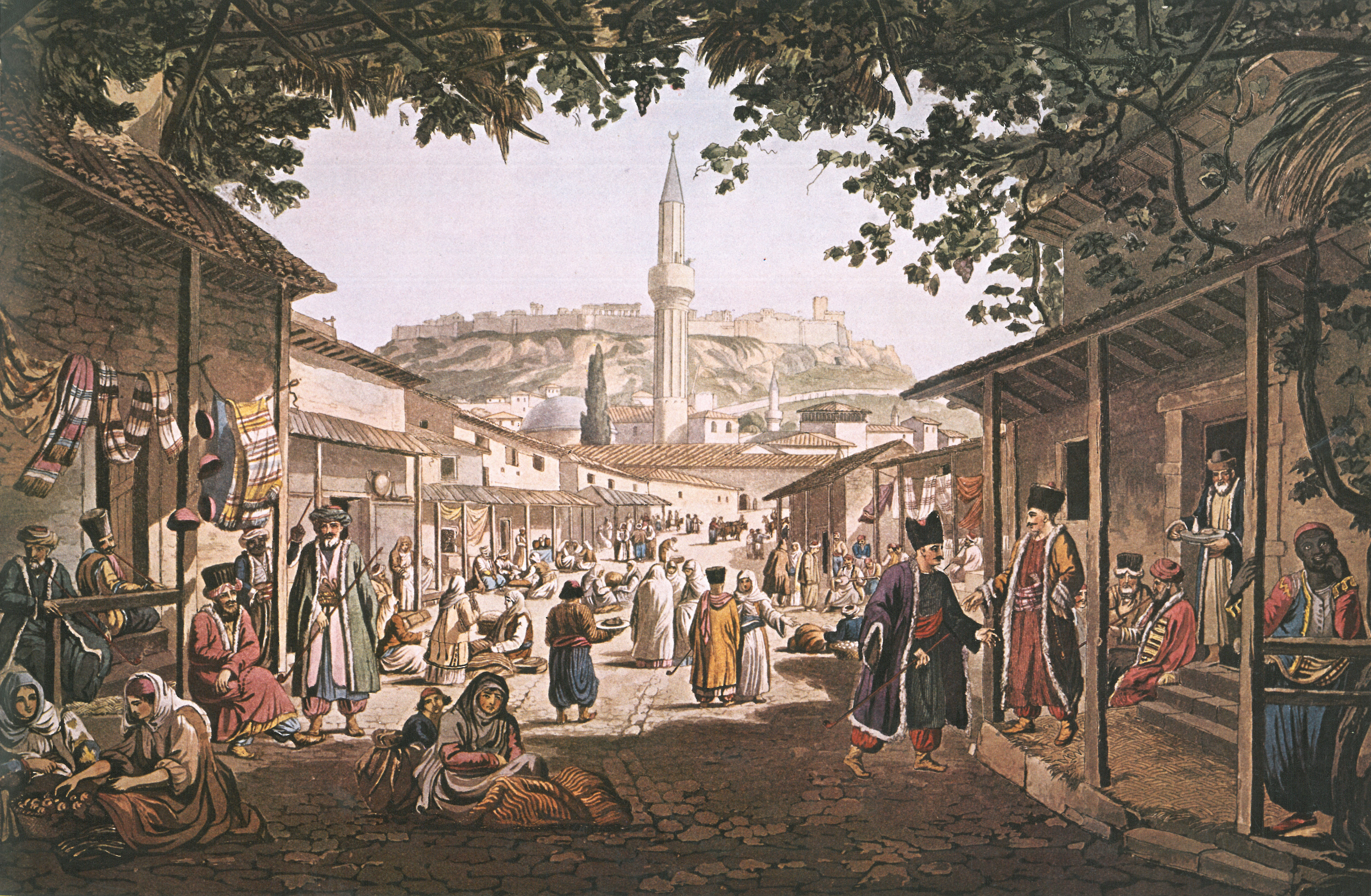
Edward Dodwell: El Bazar de Atenas, 1821.

Atenas produjo algunos notables intelectuales durante esta época, como Demetrio Calcocondilas (1424–1511), quien se convirtió en un célebre maestro renacentista de griego y de filosofía platónica en Italia. Calcocondilas publicó las primeras ediciones impresas de Homero (en 1488), de Isócrates (en 1493), de la enciclopedia Suda (en 1499), y una gramática griega (Erotemata).
Su primo Laónico Calcocondilas (c. 1423-1490) también oriundo de Atenas, fue un notable erudito e historiador sobre Bizancio y uno de los más notables historiadores tardíos sobre Grecia. Fue el autor de la valiosa obra Historiarum Demonstrationes (Demostraciones de la Historia) y fue un gran admirador de Heródoto, fomentando el interés de los humanistas italianos de la época por ese historiador antiguo.
En el siglo XVII, el ateniense Leonardos Filarás (c. 1595-1673), fue un erudito griego, político, diplomático, consejero y embajador del Duque de Parma ante la corte francesa, y pasó gran parte de su carrera tratando de persuadir a los intelectuales de Europa Occidental para que apoyasen la independencia griega.

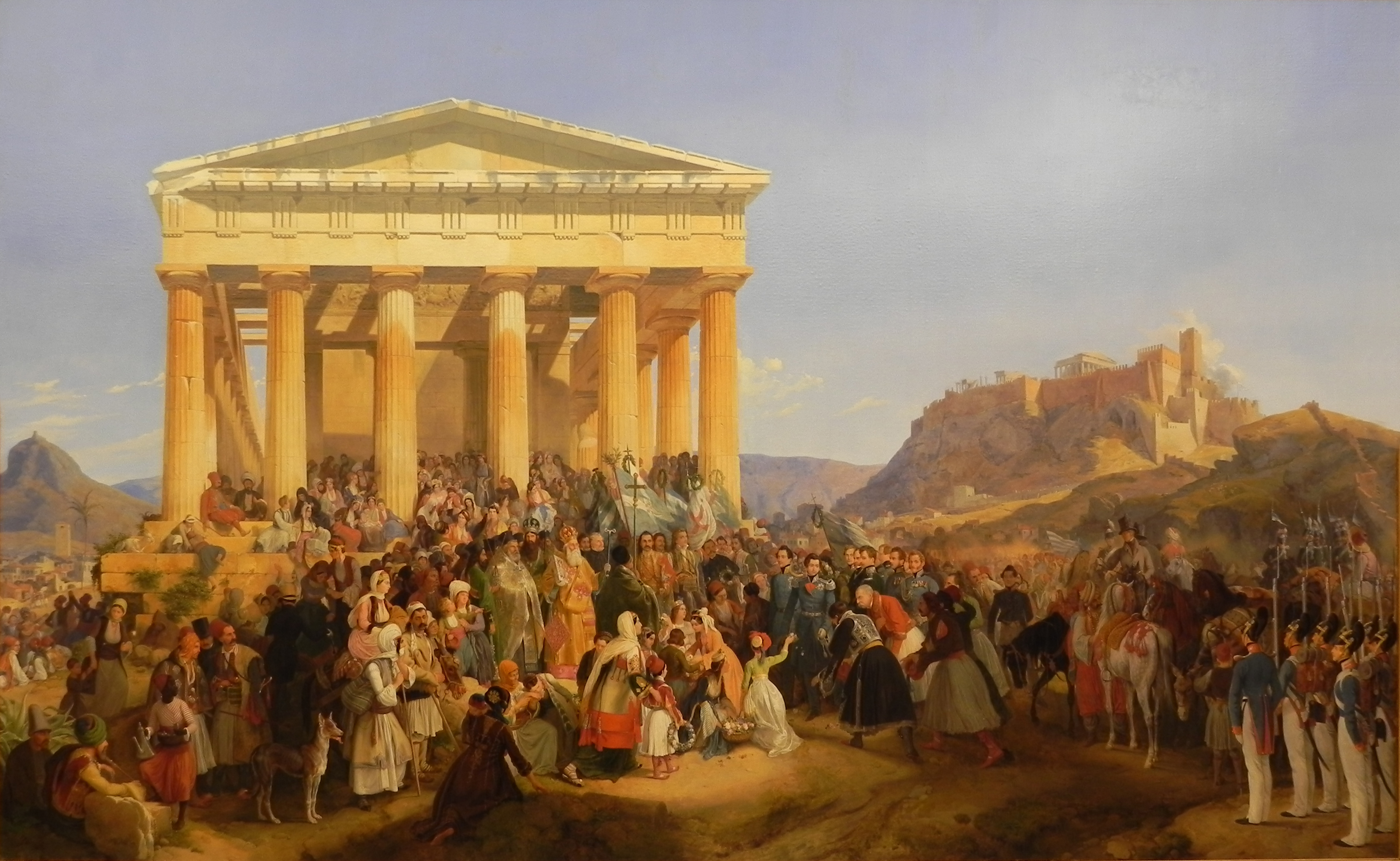
Peter von Hess: La entrada del rey Otto en Atenas, 1839.

### Independencia de los otomanos
En 1822, una insurrección griega logró tomar la ciudad, pero volvió a caer en manos otomanas en 1826 (aunque la Acrópolis se mantuvo hasta junio de 1827). Nuevamente los antiguos monumentos sufrieron destrucciones. Las fuerzas otomanas permanecieron hasta marzo de 1833, cuando se retiraron.

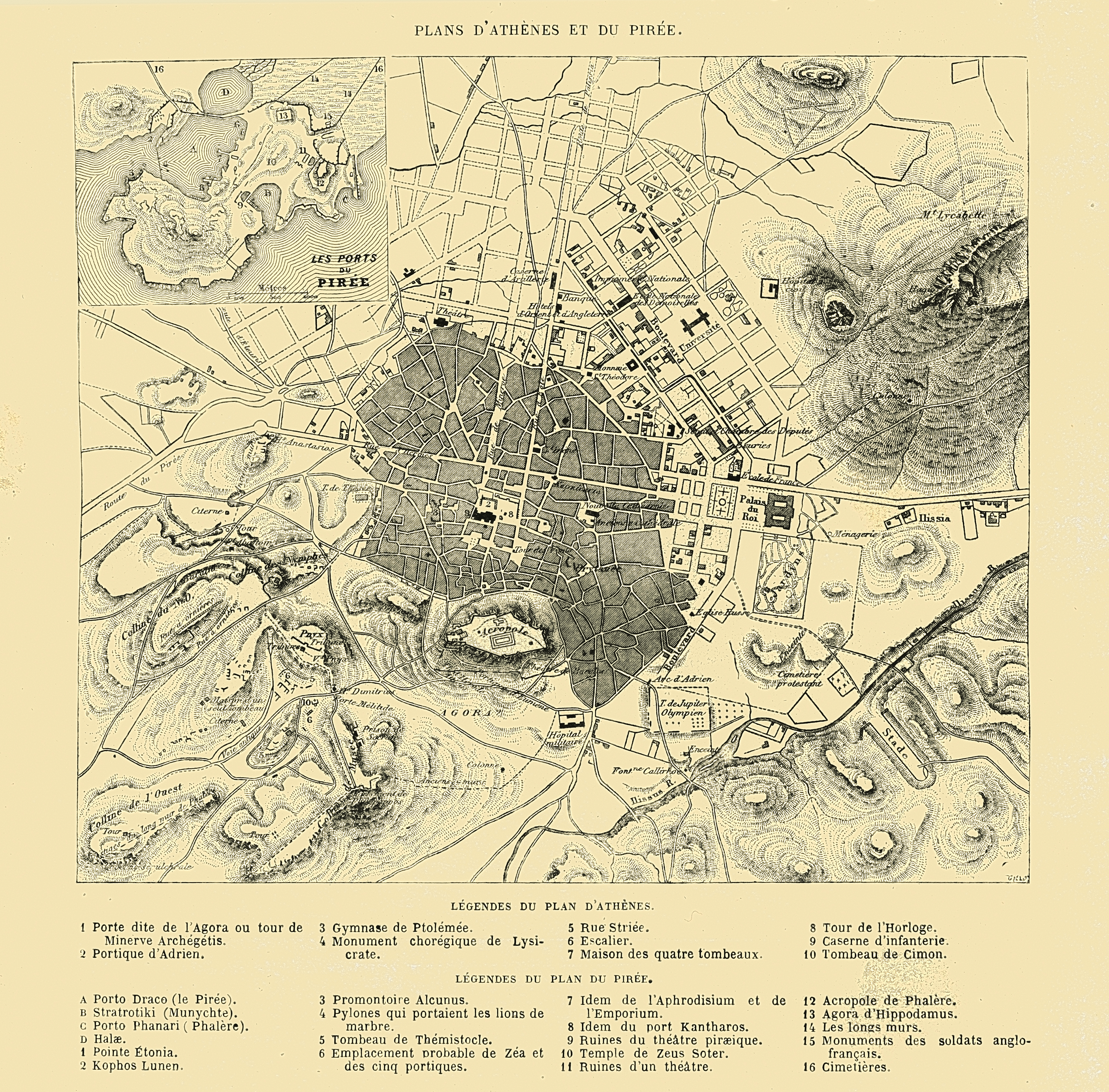
Plano de la ciudad en 1862.

### Atenas moderna
En 1832, Otto, príncipe de Baviera, fue proclamado rey de Grecia. Adaptó a la ortografía griega su nombre, rey Otón, y adoptó la vestimenta nacional griega, convirtiendo en una de sus primeras tareas como rey llevar a cabo un detallado estudio arqueológico y topográfico de Atenas, su nueva capital, que encargó a Gustav Eduard Schaubert y Stamatios Kleanthis. En ese momento, Atenas tenía una población de solo 4000 a 5000 personas, con sus casas ubicadas al pie de la Acrópolis en lo que hoy es el distrito de Plaka.
Atenas fue elegida como la capital griega por razones históricas y sentimentales. Hay pocos edificios que datan de la época del Imperio Bizantino o del siglo XVIII. Una vez establecida la capitalidad, se diseñó una planificación para una ciudad moderna y se levantaron diversos edificios públicos.

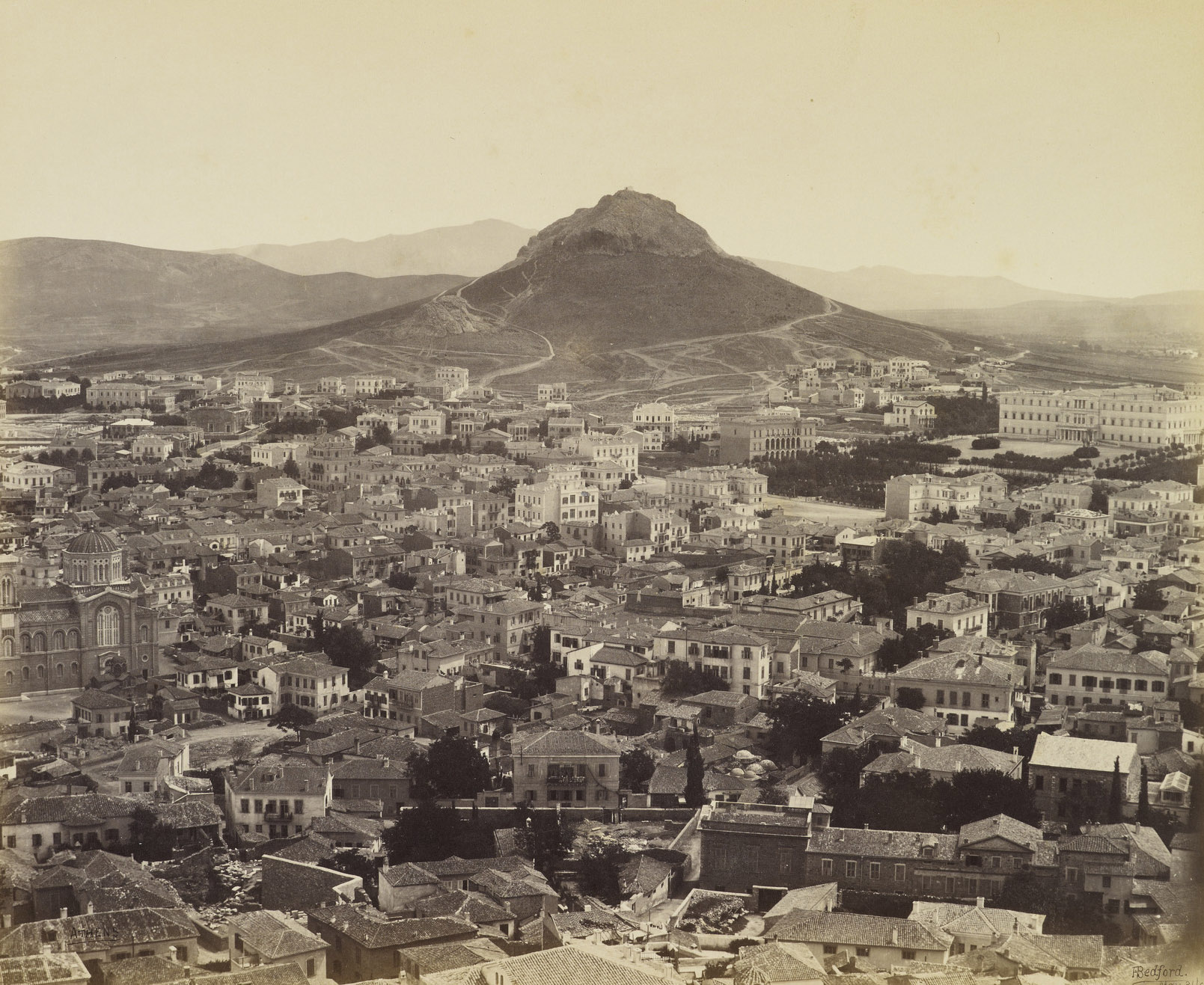
Vista hacia el Licabeto en 1862.

El mejor legado de este periodo son los edificios de la Universidad de Atenas (1837), los del Jardín nacional de Atenas (1840), la Biblioteca Nacional de Grecia (1842), el antiguo Palacio Real (ahora edificio del Parlamento Griego, 1843), el antiguo Parlamento (1858), el Ayuntamiento (1874), la Sala de Exposiciones Zappeion (1878), la Academia Nacional Griega (1885) y el nuevo Palacio Real (ahora Palacio Presidencial, 1897). En 1896 la ciudad fue sede de los Juegos Olímpicos de verano de 1896, primeros de la nueva era de Juegos Olímpicos.
Atenas experimentó una segunda época de crecimiento explosivo después de la desastrosa guerra con Turquía en 1921, cuando más de un millón de refugiados griegos de Asia Menor fueron reasentados en Grecia. Suburbios como Nea Ionia y Nea Smirni comenzaron como asentamientos de refugiados en las afueras de Atenas. 

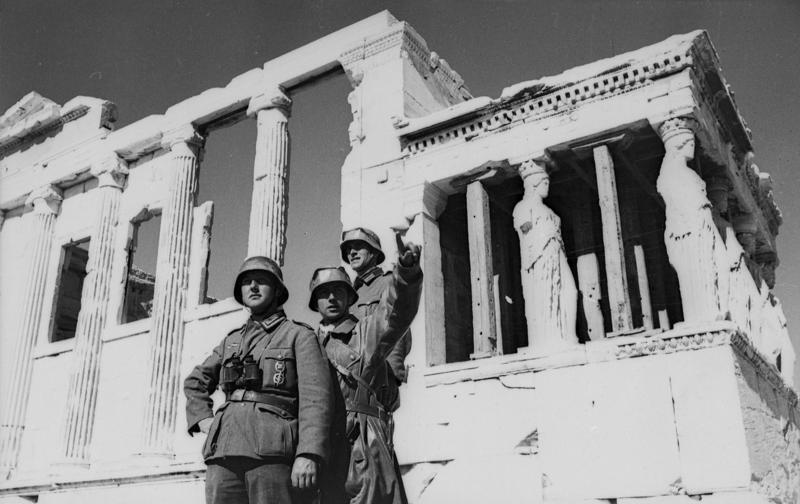
Soldados alemanes en la Acrópolis en mayo de 1941.

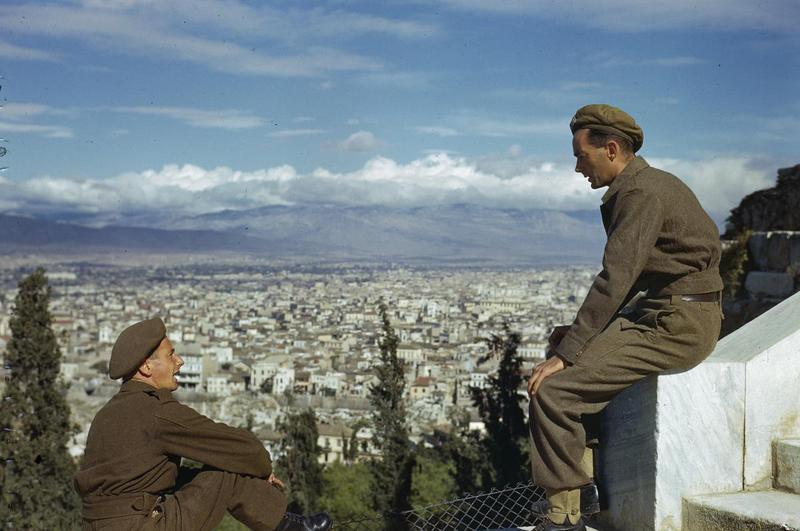
Tropas británicas en la Acrópolis de Atenas en octubre de 1944

#### Atenas durante la Segunda Guerra Mundial
Atenas fue ocupada por los alemanes durante la Segunda Guerra Mundial y experimentó terribles privaciones durante los últimos años de la guerra. La hambruna fue intensa en la ciudad durante la ocupación. Se crearon varias organizaciones de resistencia. Después de la liberación en 1944, y de la subsiguiente guerra civil, hubo fuertes combates en la ciudad entre las fuerzas comunistas y las fuerzas gubernamentales respaldadas por los británicos.

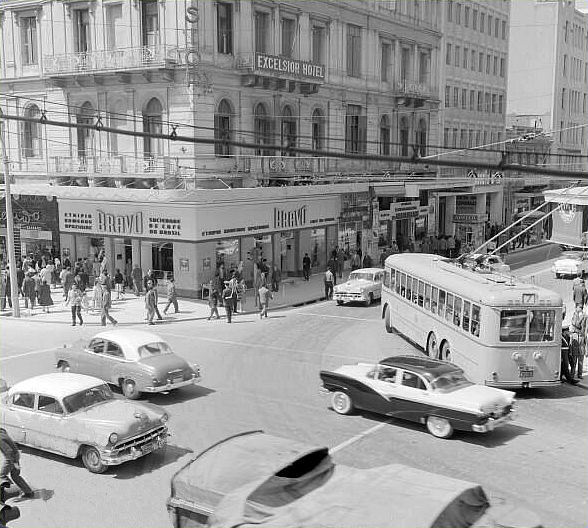
Plaza Omonia en los años 60.

#### Atenas de la posguerra
Después de la Segunda Guerra Mundial, la ciudad comenzó a crecer nuevamente a medida que la gente emigraba desde las aldeas y las islas en busca de trabajo. La entrada de Grecia en la Unión Europea en 1981 trajo una gran cantidad de nuevas inversiones a la ciudad, pero también aumentó los problemas sociales y ambientales. Atenas tenía una de las peores congestiones de tráfico y contaminación del aire en el mundo en ese momento. Esto representó una nueva amenaza para los monumentos antiguos de Atenas, ya que la vibración del tráfico debilitó los cimientos y la contaminación del aire corroyó el mármol. Los problemas medioambientales y de infraestructura de la ciudad fueron la principal razón por la que Atenas no consiguió los Juegos Olímpicos del centenario de 1996. 

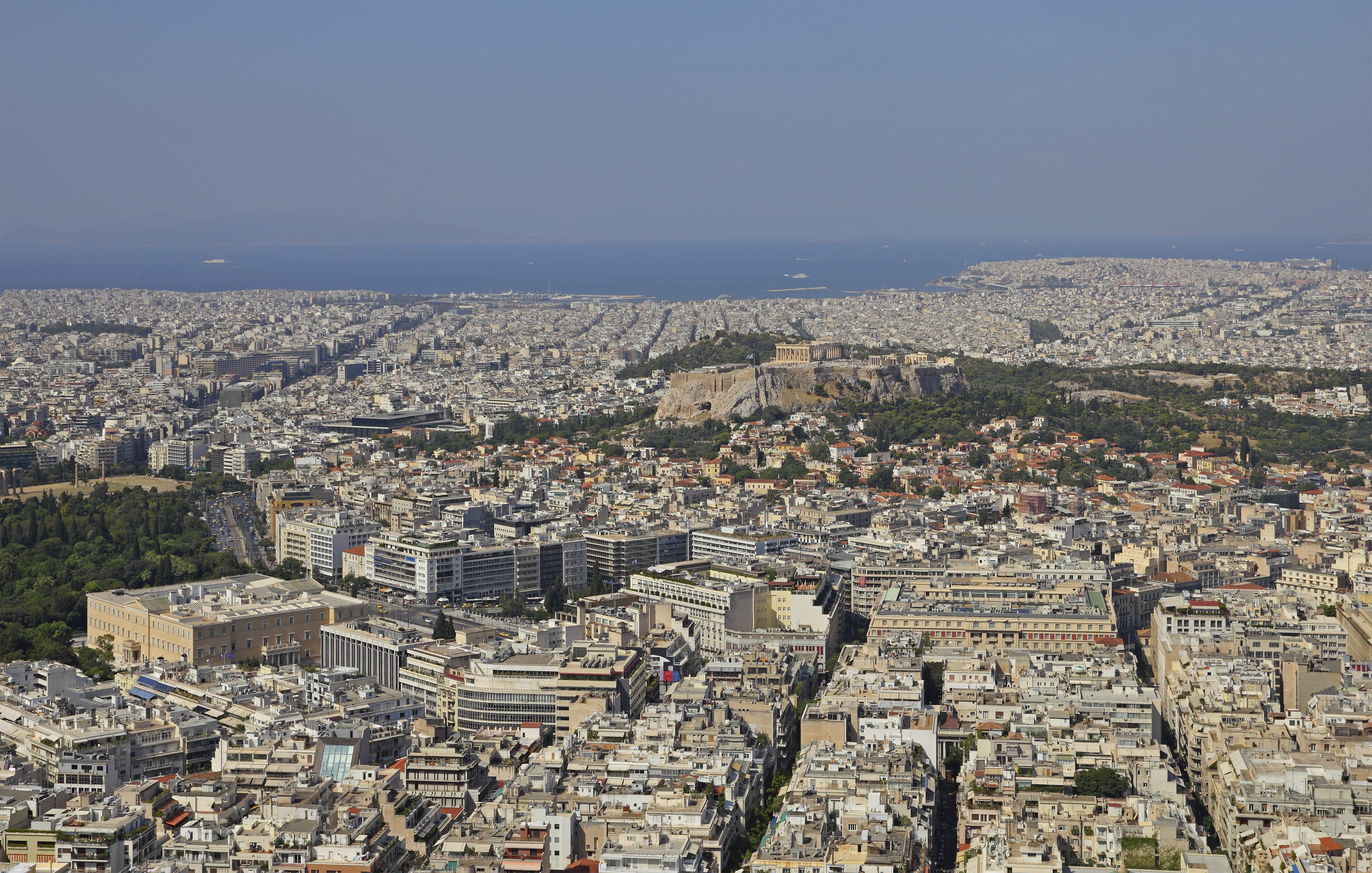
Vista de una parte del centro de Atenas y de algunos de los suburbios del sur de la ciudad desde el monte Licabeto.

#### Atenas hoy
Tras el intento fallido de asegurar los Juegos Olímpicos de verano de 1996, tanto la ciudad de Atenas como el gobierno griego, ayudados por fondos de la Unión Europea, emprendieron importantes proyectos de infraestructura como el nuevo aeropuerto de Atenas y un nuevo sistema de metro. La ciudad también abordó la contaminación del aire al restringir el uso de automóviles en el centro de la ciudad. Como resultado, Atenas fue galardonada con los Juegos Olímpicos de 2004. A pesar del escepticismo de muchos observadores, los juegos fueron un gran éxito y trajeron un renovado prestigio internacional (e ingresos por turismo) a Atenas. Atenas fue elegida como la ciudad de referencia para el 14.º Evento internacional de arte de dokumenta en 2017 con el título «Aprendiendo de Atenas».

#### Población histórica reciente
A lo largo de su larga historia, Atenas ha tenido diferentes recuentos de población. La siguiente tabla muestra la población histórica de Atenas en tiempos relativamente recientes. 
| Año                                 | Población de la ciudad | Núcleo urbano | Área metropolitana |
| ----------------------------------- | ---------------------- | ------------- | ------------------ |
| 1833                                | 4000                   | -             | -                  |
| 1870                                | 44 500                 | -             | -                  |
| 1896                                | 123 000                | -             | -                  |
| 1921 (pre-intercambio poblacional)  | 473 000                | -             | -                  |
| 1921 (post-intercambio poblacional) | 718 000                | -             | -                  |
| 1971                                | 867 023                | -             | -                  |
| 1981                                | 885 737                | -             | -                  |
| 1991                                | 772 072                | -             | 3 444 358          |
| 2001                                | 745 514                | 3 130 841     | 3 761 810          |

## Sitios antiguos en Atenas
- La Acrópolis, con el Partenón.
- Ágora
- Arco de Adriano
- Areópago
- Cerámico
- Linterna de Lisícrates
- Monumento a Filopapo
- Pnyx
- Templo de Hefesto (o Teseión)
- Templo de Zeus Olímpico
- Torre de los vientos

## Atenienses notables

### Periodos antiguos y medievales
- Teseo, rey mítico
- Solón (c. 640–560 a. C.), estadista
- Pisístrato (fl. 564–528 a. C.), tirano
- Clístenes (c. 570–500 a. C.), estadista
- Simónides de Ceos (c. 556–468 a. C.), poeta lírico
- Milcíades el Joven (c. 550–489 a. C.), estadista y general
- Esquilo (c. 525–455 a. C.), poeta trágico
- Temístocles (c. 524–459 a. C.), político y general
- Cimón (c. 510–450 a. C.), estadista y general
- Apolodoro (siglo -V), pintor
- Sófocles (c. 496–406 a. C.), poeta trágico
- Pericles (c. 495–429 a. C.), estadista y general
- Heródoto (c. 484–425 a. C.), historiador, originalmente de Halicarnaso
- Eurípides (c. 480–406 a. C.), poeta trágico
- Fidias (c. 480–430 a. C.), escultor, pintor y arquitecto
- Aspasia (c. 470–400 a. C.), amante y pareja de Pericles, posiblemente hetera, originalmente de Mileto
- Nicias (c. 470–413 a. C.), político y general
- Sócrates (c. 469–399 a. C.), filósofo
- Tucídides (c. 460–400 a. C.), historiador y general
- Hermipo (siglo -V), autor de comedia
- Cleón (fl. 435–422 a. C.), general durante la guerra del Peloponeso
- Alcibíades (c. 450–404 a. C.), estadista, orador y general
- Efialtes de Atenas (c. 450–461 a. C.), político
- Agatón (c. 448–400 a. C.), poeta trágico
- Eupolis (c. 446–411 a. C.), autor de la comedia antigua
- Aristófanes (c. 446–386 a. C.), autor de la comedia antigua
- Trasíbulo (c. 440–388 a. C.), general y líder democrático
- Jenofonte (c. 430–354 a. C.), historiador, militar mercenario, alumno de Sócrates
- Platón (c. 425–348 a. C.), filósofo
- Aristóteles (384–322 a. C.), filósofo, nativo de Estagira, Calcídica
- Demóstenes (384–322 a. C.), estadista y orador
- Menandro (c. 342–292 a. C.) autor de la comedia nueva
- Atenágoras de Atenas (c. 133–190), Padre de la Iglesia y apologista
- Clemente de Alejandría (c. 150–215), teólogo cristiano
- Elia Eudocia, nacida Athenaïs, luego Santa Eudocia (c. 401–460), esposa del Emperador Teodosio II
- San Gil (c. 650–710), eremita
- Irene de Atenas (c. 752–803), emperatriz bizantina consorte
- Demetrio Calcocondilas (1423–1511), erudito
- Santa Filotea (Revoula Benizelos, 1522–1589), mártir y santa

### Periodo moderno
- Stephanos Dragumis (1842–1923), juez, escritor y primer ministro de Grecia
- Dimitrios Rallis (1844–1921), político y primer ministro en múltiples ocasiones (1897, 1904, 1905, 1909, 1920–21)
- Constantino I de Grecia (1868–1923), rey de Los Griegos (r. 1913–17, 1920–22)
- Ion Dragumis (1878–1920), diplomático, filósofo, escritor y revolucionario
- Ioannis Rallis (1878–1946), primer ministro de Grecia (1943–44)
- Andrés de Grecia (1882–1944), hijo del rey Jorge I de Grecia, padre de Felipe de Edimburgo
- Alexandros Papagos (1883–1955), mariscal de campo y primer ministro (1952–55)
- Elena de Grecia (1896–1982), hija del rey Constantino, madre del rey Miguel I de Rumania y Reina madre de Rumania
- Aspasía Mánou (1896–1972), esposa de Alejandro I de Grecia
- Pablo I de Grecia (1901–1964), rey de los griegos (1947–1964)
- Irene de Grecia (1904–1974), segunda hija de Constantino I de Grecia
- Stavros Niarchos (1909–1996), empresario
- Melina Mercouri (1920–1994), actriz, cantante y politítica
- Stavros Dimas (n. 1941), político y ex comisario europeo (2004–09)
- Lucas Papademos (n. 1947), economista y primer ministro de Grecia (2011–12)
- Maria Farantouri (n. 1947), cantante
- Arianna Huffington (n. 1950), escritora y periodista
- Antonis Samaras (born 1951), político
- Dora Bakoyianni (n. 1954), política
- Kostas Karamanlís (n. 1956), político y primer ministro de Grecia (2004–09)
- Pablo de Grecia (n. 1967), hijo mayor de Constantino II de Grecia
- Leonidas Kavakos (n. 1967), violinista y director musical
- Kyriakos Mitsotakis (n. 1968), político y primer ministro de Grecia (2019–2023)
- Giorgos Lanthimos (n. 1973), productor y director cinematográfico
- Alexis Tsipras (n. 1974), político y primer ministro de Grecia (2015–19)

## Otras lecturas
Publicado en el siglo XIX.
- «Athens», A Hand-book for Travellers in the Ionian Islands, Greece, Turkey, Asia Minor, and Constantinople, London: J. Murray, 1840, OCLC 397597.

Publicado en el siglo XX.
- «Athens», Handbook for Travellers in Greece (7th edición), London: John Murray, 1900.
- «Athens», Greece (4th edición), Leipzig: Karl Baedeker, 1909.
- Traill, John S., La organización política de Attica: un estudio de los demes, trittyes y phylai, y su representación en el Consejo de Atenas. , Princeton: Escuela Americana de Estudios Clásicos en Atenas (ASCSA), 1975